# Chiesa del Santissimo Crocifisso (Santa Maria di Licodia)
La chiesa del Santissimo Salvatore nostro Signore Gesù Cristo Crocifisso o semplicemente chiesa del Santissimo Crocifisso, conosciuta anche come chiesa di San Giuseppe o per i licodiesi “‘a chiesa Ranni”, è la chiesa madre di Santa Maria di Licodia.
Costituisce l'edificio più notevole della città e in quanto chiesa matrice, svolge un ruolo fondamentale per la vita religiosa cittadina.
Tra le sue mura si conservano inoltre le più importanti testimonianze dell'antico fasto abbaziale.

## Storia
La chiesa ha origini molto antiche, sicuramente alto medioevali, si suppone infatti che l'originario luogo di culto sia d'origine bizantina, luogo di antichissimo culto mariano e di eremitaggio. La chiesa madre era originariamente dedicata a Santa Maria (di Licodia) e apparteneva al monastero benedettino. A essa nel Settecento fu affiancata la chiesa del Crocifisso. Questa poi divenne parrocchia e così le due chiese ebbero un percorso parallelo ma separato fino alla completa unione nel 1919.

### La Matrice di Santa Maria, origini e donazione normanna
Fissare una data precisa sull'origine della chiesa di Santa Maria non è al momento possibile. È tuttavia assai probabile che il luogo di culto in questa contrada, storico-antropologicamente legato alla città di Catania per via delle copiose risorse idriche, possa risalire all'epoca bizantina, collocabile, secondo diverse opinioni di studiosi, alla prima generazione delle fondazioni di monasteri in Sicilia.
Una data documentata è quella della donazione normanna della chiesa, per opera di Simone di Policastro conte di Paternò, ai monaci benedettini di Sant'Agata di Catania, con diploma redatto in lingua greca che reca «Anno 6651 dalla fondazione del mondo», data comunemente accordata come l'anno 1143.
La chiesa di Santa Maria e il monastero iniziarono da questa data certa la loro ascesa, favorita dalle donazioni di nobili ed ecclesiastici, ma anche dalle numerosissime donazioni dei fedeli, che con fiducia nella ricompensa eterna, per segno di devozione alla Madre di Dio di Licodia, donarono alla chiesa le proprie sostanze, in considerazione che «omnia mundi huius negocia sunt transitoria et caduca».
Ruggero de Oco Vescovo di Catania, con privilegio del dicembre 1205 elevò a dignità abbaziale il monastero e concesse lo ius parrochiali alla chiesa di Santa Maria, rendendola esente dalla giurisdizione dell'Arcidiacono diocesano, e dando facoltà agli abati di amministrare i sacramenti del battesimo e della cresima. Venne impiantato quindi il fonte battesimale e la chiesa venne adattata alle esigenze del nuovo stato. Il privilegio fu sancito il 5 gennaio 1206 dal cardinale Gerardo di Sant'Adriano, il quale, oltre ad approvare i privilegi di Ruggero, a nome della Santa Sede prese sotto il suo patronato la chiesa e l'abbazia. Così fecero anche nei secoli a venire regnanti (Guglielmo II, Eleonora, Martino, Bianca di Navarra) e pontefici (Bonifacio VIII, Clemente VI, Urbano V).

### Dalla nuova sede alla perdita del diritto parrocchiale
Nel 1344 il nobile abate Jacopo de Soris, appositamente detto il Riformatore, negli anni della sua giurisdizione (1340-1362), considerando che il monastero «fuerit et sit positum in loco aquoso, plano, calido et infirmo, itaque nulli monaci ibi sani commorari possent», concesse il trasferimento della sede monastica in un luogo, quello attuale, più salubre rispetto all'originario sito. Porrà lui stesso nell'anniversario del centottantesimo anno dalla fondazione, la prima pietra del nuovo edificio, nel luogo dove già era stata installata la Croce. Si sviluppa così un nuovo edificio che si differenzierà da quello preesistente, del quale non resteranno che pochi frammenti lapidei, nonché un nuovo assetto e sviluppo del casale, che si configurerà con l'appellativo di Licodia Nova.

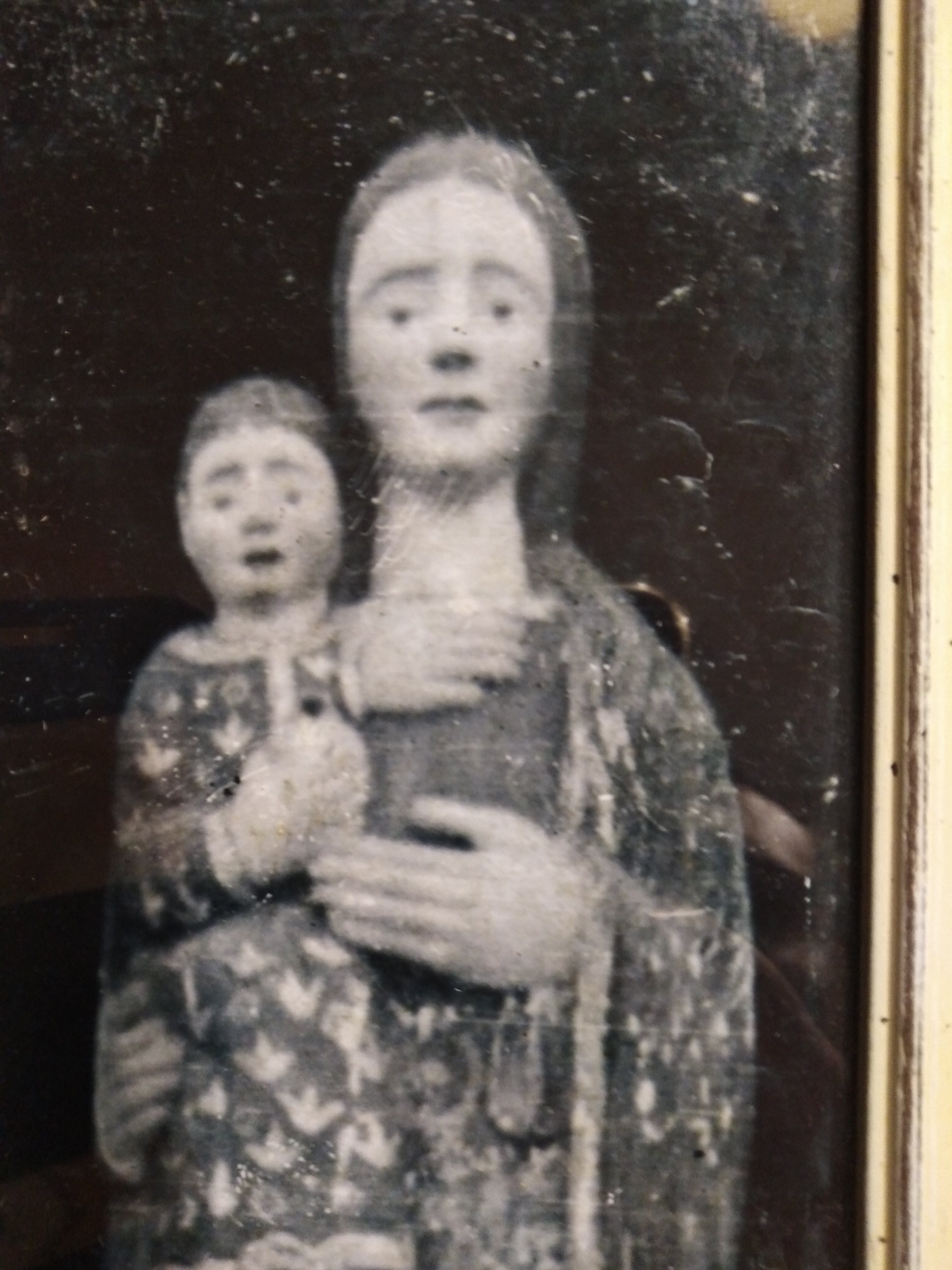
L'antico simulacro della Madonna di Licodia già del Robore Grosso

Sotto la giurisdizione del De Soris la Chiesa di Santa Maria godette di un periodo di particolare lustro. La nuova chiesa (1359) assunse l'aspetto di Ecclesia Munita, con la massiccia torre giurisdizionale di origine araba affiancata al muro sinistro e le fortificazioni, entrando così a far parte del sistema difensivo del Regno di Sicilia della zona compresa tra l'Etna e il Simeto.
La chiesa di Santa Maria divenne anche un importante luogo di culto mariano, a motivo della presenza di una vetusta immagine della Vergine Maria ivi giunta dal cenobio di Santa Maria del Robore Grosso in Adrano nel 1447, sotto l'abate Platamone, «ubi etiamnum hodie a confluentibus popolis magna habetur veneratione».

Nel 1453, sempre sotto il governo dell'abate Giovan Battista Platamone, venne ampliato e abbellito l'edificio ecclesiastico e il chiostro mentre sulla torre venne affisso lo stemma araldico della famiglia sormontato dalla mitria abbaziale 

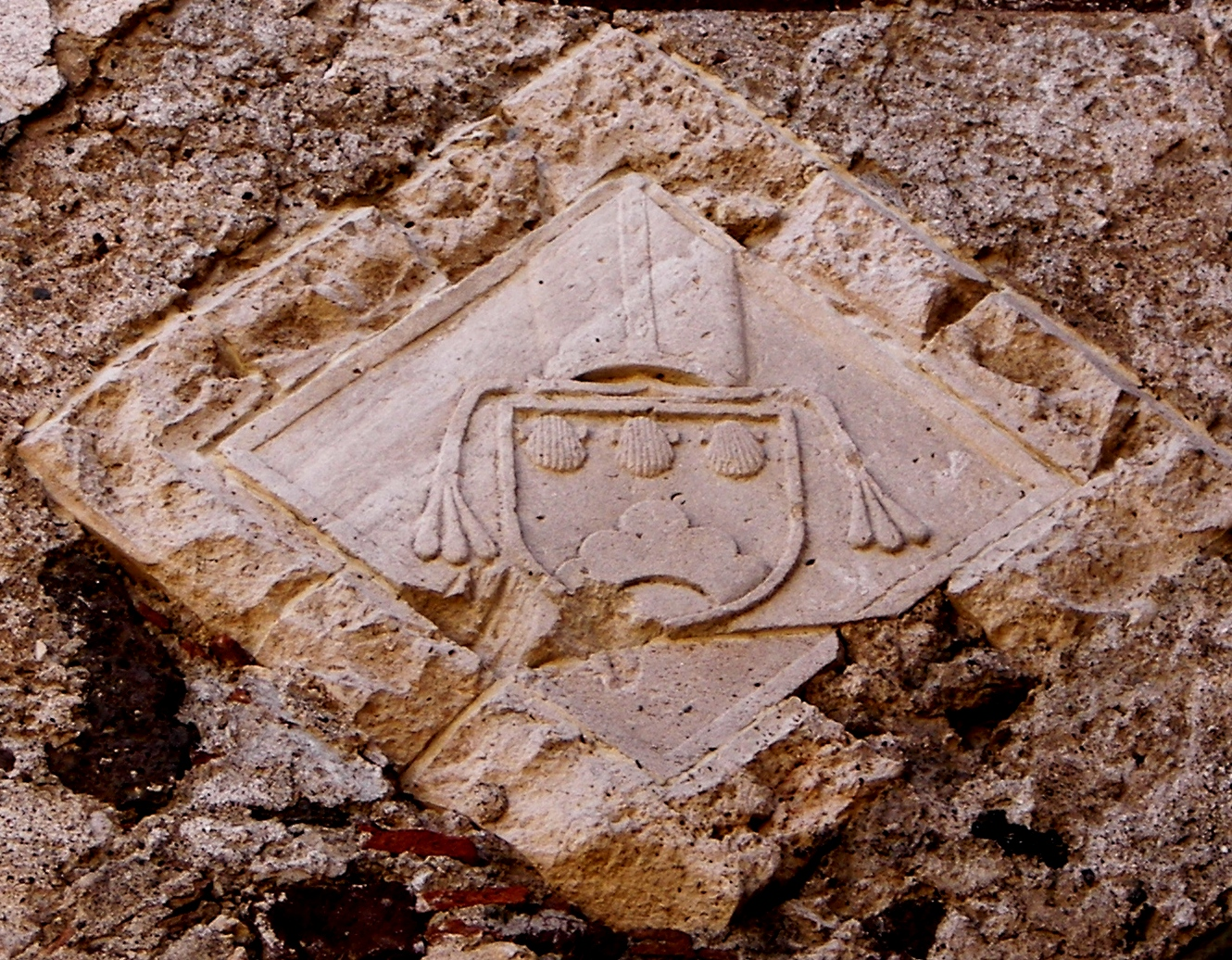
Stemma dell'abate vescovo Platamone, affisso sulla torre campanaria

Nel 1578, completandosi il Monastero di San Nicolò l'Arena di Catania avvenne il definitivo trasferimento della corte abbaziale nel nuovo imponente edificio e il complesso Licodiano, insieme al casale cominciarono a regredire, venendo meno l'esercizio del diritto sacramentale per gli abitanti.
Tuttavia lavori di consolidamento della fabbrica del monastero si ebbero nel 1644, diretti dall'abate Mauro Caprara, il quale intervenne sull'edificio «reso cadente dalla troppa vetustà», contemporaneamente ai lavori eseguiti al monastero di San Nicolò l'Arena di Catania.
È bene notare che il disastroso terremoto del 1693 non causò molti danni al Monastero di Licodia, da dove partirono i soccorsi: «sopraggiunti i monaci di S. M. di Licodia fu data pietosa sepoltura di 32 fratelli tratti dalle macerie della vecchia casa, furono salvate le sacre reliquie, i preziosi codici, le scritture, i diplomi e, con essi, la tradizione».
Il disagio della popolazione in aumento fece avvertire sempre più la necessità di riottenere il sospeso ius sacramentale, per il quale si inoltreranno diverse istanze. Nel 1719 la popolazione, incoraggiata dai monaci, chiese al Vicario Apostolico Don Giovanni Rizzari, approfittando del suo passaggio da Licodia, la concessione per l'amministrazione dei Sacramenti nella chiesa di Santa Maria, che fu accordata nel 1732, quando si consentì ai vicari il Sacramento del Santissimo Viatico e dell'Eucaristia per gli abitanti del casale nel giorno di Pasqua, onde adempiere il santo precetto. Frattanto nel 1723 nuovi lavori contemporanei alla fabbrica di San Nicolò a Catania, interessarono la chiesa e il monastero.

### La chiesa del Crocifisso e il ripristino del diritto parrocchiale

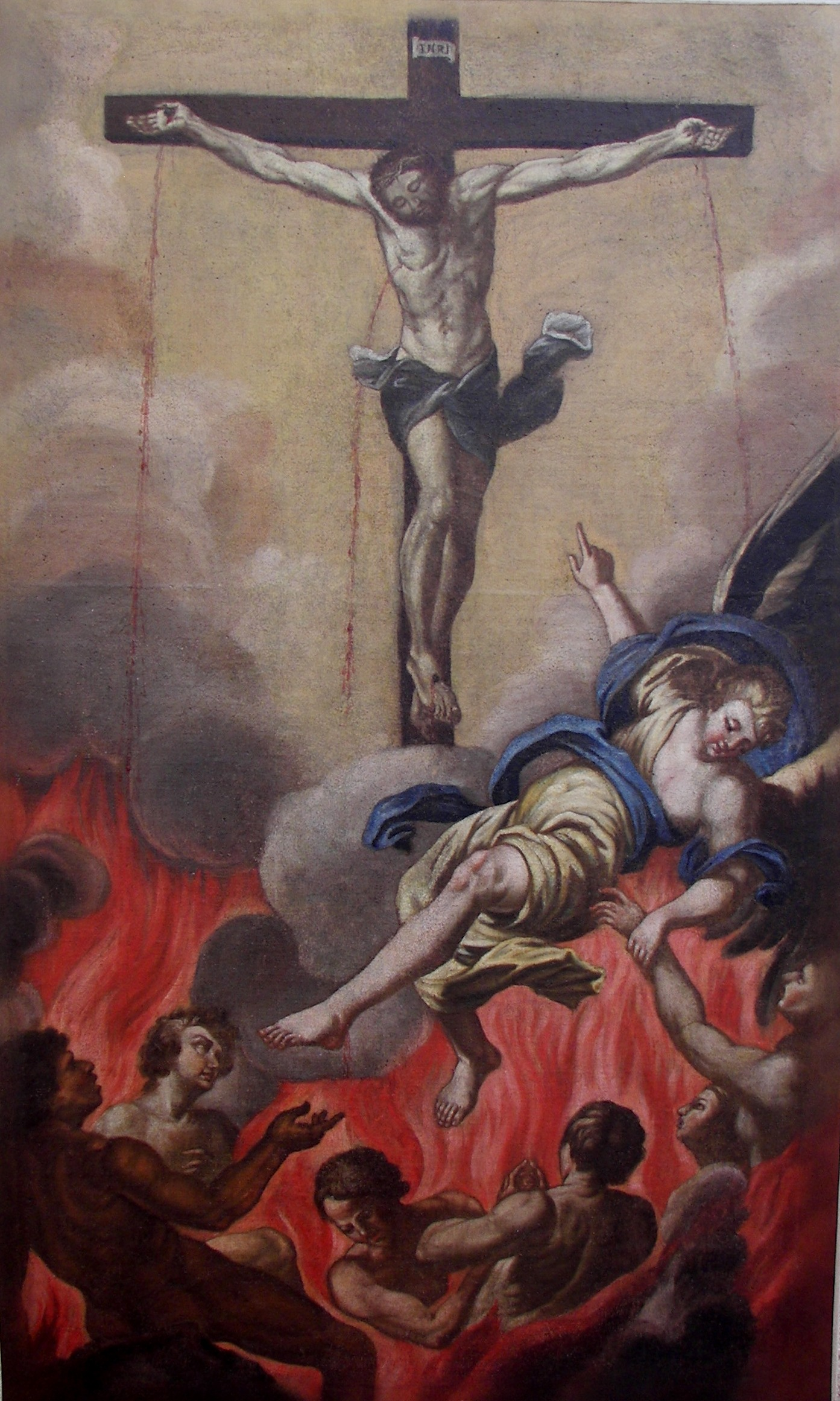
Il Crocifisso e le Anime del Purgatorio in una tela del Settecento

Durante i primi decenni del secolo XVIII, dietro la spinta e con i favori dei Padri Benedettini, nasce e si afferma a Licodia la Compagnia del Santissimo Sacramento e delle Anime Purganti composta da cittadini licodiesi e biancavillesi, oltre che da monaci.
Nel 1734, con il sostegno della Confraternita, «per dar compimento agli atti di religiosa carità verso li poveri, stimarono li suddetti religiosi negli anni scorsi fabbricare una piccola cappella sopra il cimitero, nominata dell'Anime del Purgatorio contigua alla chiesa del Monistero, ove si seppellivano ab antiquo ed al presente si seppelliscono li cadaveri delli deposti abitanti».
Continuava frattanto l'impegno per ripristinare il diritto sacramentale. Il Decano Romualdo Maria Rizzari, sul mandato dell'Abate e del Decanato monastico, con grande spirito di intraprendenza, sagacia e competenze giuridiche, portò avanti un lungo contenzioso con la Matrice di Paternò, che mal sopportava ormai l'ingerenza benedettina sui presunti diritti parrocchiali della Collegiata paternese.
Dopo numerosi consigli dei decani dei monasteri riuniti e del Capitolo della Cattedrale, la questione sulla parrocchia di Licodia passò direttamente al Vescovo Pietro Galletti, il quale, volendo applicare alcune delle norme del Sacrosanto Concilio Tridentino che stabiliva che le chiese parrocchiali non fossero unite a quelle dei monasteri, con diploma di erezione del 31 Gennaio 1754, elevava a Parrocchia anche la chiesa delle Anime del Purgatorio di Licodia, sotto il titolo di Santissimo Salvatore Nostro Gesù Cristo Crocifisso, prescrivendo che l'elezione del parroco spettasse all'Abate del Monastero e riservandosi il diritto di Sacra Visita.
L'investitura del primo parroco Romualdo Maria Rizzari avvenne presso l'altare del Santissimo Crocifisso, il 10 Agosto 1754, mentre il giorno seguente fu impiantato il fonte battesimale.
Il monastero si prese carico delle spese, per avere sulla ricostituita parrocchia lo Ius Patronato, inoltre concesse l'utilizzo della sacra suppellettile e quanto fosse necessario per la liturgia, facendosi obbligo di eventuali importi.

### Il nuovo edificio parrocchiale
Il secolo XIX portò notevoli modifiche, sia nell'ambito civile della vita licodiese sia in quello religioso. Con l'aumento della popolazione si avvertì maggiormente l'esigenza di un luogo di culto più ampio rispetto a quello esistente.
Il vicario Giovanni Ardizzone, in una relazione dei primi del secolo, palesava al vescovo di Catania il disagio dei fedeli che durante le celebrazioni assiepavano anche l'area destinata ai presbiteri. Contrariamente la chiesa monastica rimase idonea per le celebrazioni dei monaci e conservava il rango di chiesa madre, adoperata per i quaresimali e le funzioni solenni. Così nel 1831 iniziarono i lavori di ampliamento della chiesa del Santissimo Crocifisso, che furono portati a termine, per ciò che concerne la fabbrica, intorno al 1840. L'architettura della nuova chiesa fu ispirata dal gusto artistico prevalente nell'epoca, il neoclassico.
Però questa nuova fabbrica non ebbe un percorso agevolato, anzi cominciò a declinare a partire dal 1866, quando a seguito dell'applicazione delle leggi imposte dal nuovo Stato, vennero soppressi gli ordini religiosi, e il Venerabile Monastero di Santa Maria di Licodia e San Nicolò l'Arena di Catania, che fino ad allora aveva mantenuto il diritto di patronato sulla parrocchia, non potette più elargire i fondi per il mantenimento della stessa. Il nuovo “Patrono” della Parrocchia divenne l'amministrazione del Demanio, i cui fondi però non si dimostrarono sufficienti al mantenimento delle fabbriche, infatti nel 1883 il parroco Giacomo Maggiore, ultimo parroco monastico di Licodia, supportato dai cittadini, inviò una richiesta all'Arcivescovo di Catania onde intercedere presso le autorità per ottenere dei finanziamenti e avviare i lavori per il completamento e la ristrutturazione decorosa della chiesa, che a causa di intemperie e terremoti era divenuta pericolante, mentre la chiesa madre di Santa Maria divenne proprietà del Comune.
Nel 1887, «dopo tanti sacrifici sostenuti da questa cittadinanza che con volontarie offerte contribuì ad adempiere il prospetto di queste uniche due chiese», furono completati i lavori dell'interno della chiesa del Crocifisso e dell'unica facciata sotto la direzione dall'architetto comunale Antonino Magrì, che lavorò alla fabbrica già dal 1875.
Riguardo alla chiesa di Santa Maria, dietro le pressanti richieste dei cittadini, venne riaperta al culto nel 1879, ma solo nel 1905 le autorità del tempo la cedettero alla Parrocchia assieme a parte dei locali del monastero, con l'impegno che «delle due chiese se ne facesse un solo tempio mediante opere d'arte», e ciò fu messo in opera tramite l'apertura di tre archi nel muro di confine tra le due fabbriche. In questo modo si creò una tipologia atipica per l'impianto chiesastico ovvero le due navate.
Con il beneplacito dell'Arcivescovo Giuseppe Card. Francica Nava iniziarono i lavori e il 1º novembre nel 1919 la chiesa venne aperta al culto. Lo stesso Arcivescovo, il 21 giugno 1926, costituirà la nuova parrocchia di diritto diocesano.[5]
Con l'avvento del cappellano Luigi Panepinto (1905-1926), la chiesa di Santa Maria, degli ex cassinesi, in conformità alla già sedimentata devozione verso il santo Patrono, venne dedicata a San Giuseppe. Il suddetto sacerdote, fervoroso e zelante, nel 1910 rinnovò completamente l'aspetto originale dell'edificio, occultando con le applicazioni di stucchi ornamentali di stile liberty, gli elementi medioevali della chiesa. Sulla volta rialzata del santuario venne realizzata una calotta ellissoidale, e conformemente alla devotio del periodo vennero rimodulati gli altari bassi. 

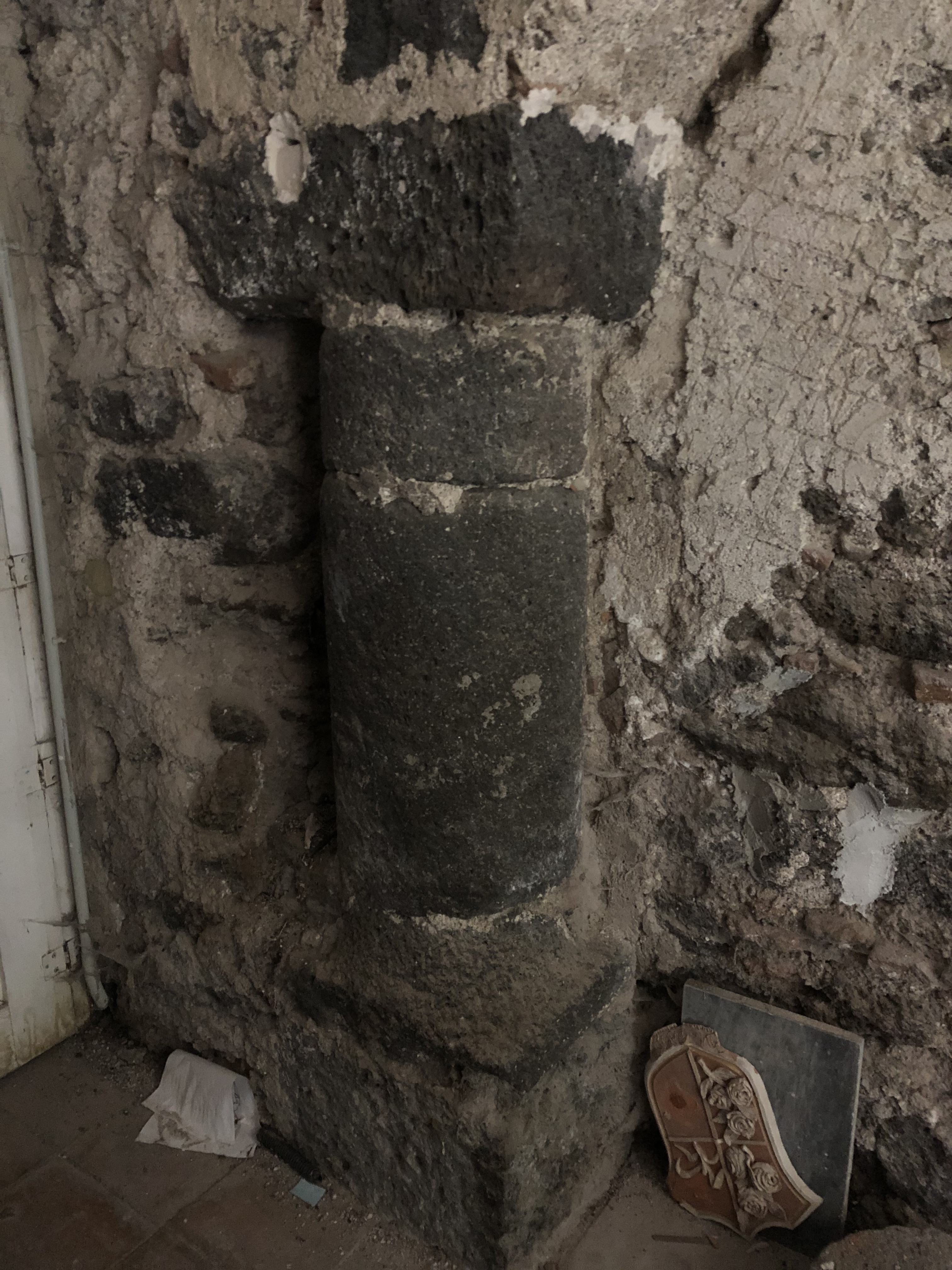
Colonna di stile bizantino riutilizzata nella costruzione della torre della chiesa di Santa Maria

## Gli aspetti architettonici dell'Ecclesia Munitadi Santa Maria

### Elementi medievali della Chiesa di Santa Maria
La lettura degli aspetti architettonici dell'ecclesia munita di Santa Maria e del complesso abbaziale, insieme alla parrocchiale chiesa del SS. Crocifisso, con la quale a oggi costituisce un unico edificio, è, nello stato attuale, difficoltosa a causa dei ripetuti e disarmonici rimaneggiamenti, razzie e distruzioni subite per tutto il secolo XX, si proverà però a ricostruire gradualmente gli aspetti architettonici di questo complesso chiesastico, partendo da due dati: gli elementi architettonici ancora esistenti e le fonti archivistiche. Dell'originale chiesa di Santa Maria, quella della donazione normanna, non esistono che pochi frammenti lapidei, per lo più rocchi di colonna, obliati in cortili del quartiere a sud dell'abitato, Licodia Vetus, nonché un capitello in pietra lavica, di stile bizantino, depositato in Parrocchia, e una colonna con capitello reimpiegata come elemento decorativo nell'ambiente alla base della torre.

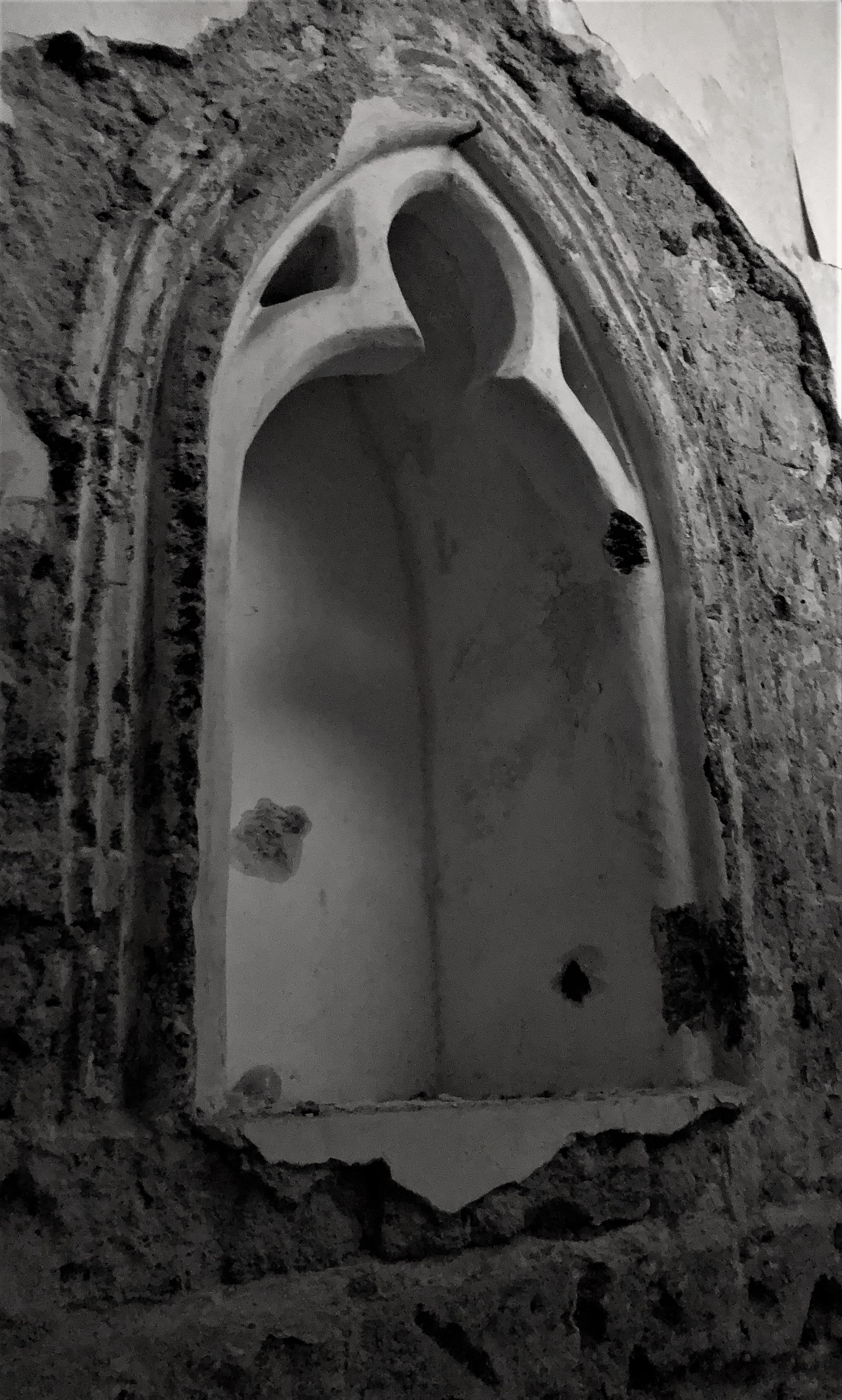
Monofora lobata nel muro esterno della chiesa di Santa Maria

Della successiva chiesa di Santa Maria esistono a oggi diversi elementi, alcuni dei quali fagocitati dall'impianto successivo, che però, affiancati alla lettura delle fonti, possono dare un'idea abbastanza convincente di quello che doveva essere l'aspetto del complesso il cui impianto generale risponde alle caratteristiche degli edifici siciliani riconducibili alla severa latinizzazione influenzata dai Cassinesi a partire dal regno di Ruggero II. 

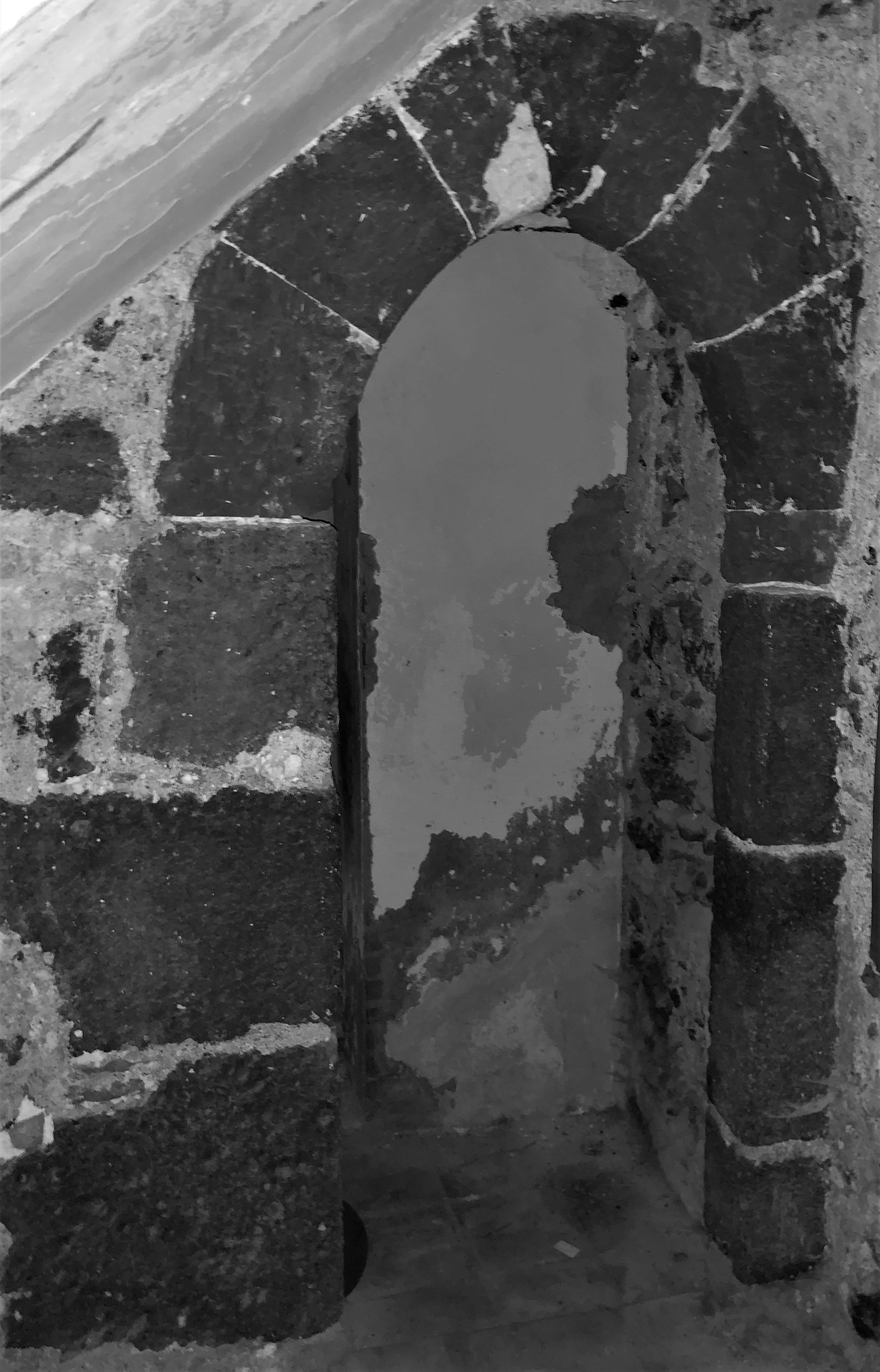
Accesso arcuato alla chiesa di Santa Maria dalla torre

Innanzi tutto la torre giurisdizionale sul fianco sinistro del secolo XII, poi l'abside a ogiva (fortemente occultata dagli stucchi del 1910), quindi l'innesto della volta del santuario con la navata, per poi passare alla scala a chiocciola del bastione di mezzogiorno, cioè sul lato dell'antico cimitero (oggi scala d'accesso al campanile), il vano d'accesso alla torre con il suo arco, e poi elementi di decorazione architettonica come una monofora lobata sul lato esterno del santuario nel vano dell'ex sacrestia, che conservatasi nella sua interezza potrebbe essere d'aiuto per immaginare anche l'aspetto dell'antico portale.
Tutti gli elementi architettonici ad arco esistenti nella chiesa di Santa Maria si presentano con l'ogiva, con l'eccezione di alcune aperture della torre. Uno di quelli meglio conservatosi è la monofora nel perimetro esterno del santuario sul lato settentrionale. Riemersa e riscoperta da poco si presenta con l'intradosso a cimasa unica in pietra lavica e l'estradosso con cornice in pietra bianca scanalata con tracce di policromia murale alla base. Questi elementi, combinati con le fonti archivistiche, daranno l'opportunità di ricreare l'aspetto della chiesa turrita di Santa Maria di Licodia.
Forse le sue forme potevano essere paragonate a quelle di altri edifici di pari tipologia, tuttora integri in larga parte, distribuiti nel versante simetino-etneo e del Val Demone come ad esempio Santa Maria Maddalena della Valle di Josaphat a Paternò, la SS. Trinità a Forza d'Agrò, oppure Santa Maria la Cava di Aidone, anch'essa facente parte di un Monastero Benedettino fondato nel periodo della contea.
Il fortificato complesso doveva quindi presentarsi in posizione sopraelevata su un terrapieno bastionato (quello che poi diventerà la piazza principale o Murame).
La chiesa di Santa Maria, con la facciata rivolta a ponente, rientrata rispetto al piano, era (come lo è tuttora) affiancata dalla facciata del Monastero sul lato sinistro. Questo edificio, oggi palazzo comunale, fu oggetto dei già menzionati restauri del Caprara, ed era ripartito da paraste laviche con capitelli tuscanici, oggi sostituiti e rimodulati dagli stilemi ottocenteschi, e si concludeva sul cantone di ponente con un bastione. Sul fianco destro della chiesa il cimitero con un ulteriore bastione sul lato meridionale; sul versante sinistro della chiesa, rientrata e sovrastante le fabbriche della cappella di San Leone, la torre merlata, e infine il chiostro porticato.
Un importante documento, che permette una ricostruzione visiva del complesso abbaziale nel 1734, è quello che si desume dalla mappa acquerellata realizzata da Don Carmelo Raimondo. In essa ben si distinguono gli edifici chiesastici, Santa Maria e l'oratorio delle Anime del Purgatorio, la palazzata, il terrapieno bastionato con la Croce sullo spuntone, e la torre campanaria sovrastante e dominante, tutto attorniato dalle abitazioni del casale. La stessa immagine è offerta dal parroco Giacomo Maggiore, il quale dice: «(…) l'illuminazione notturna del piano di rimpetto alle chiese, e delle case de particolari lungo le strade e nel proscenio del paese, tra le quali case signoreggia nel centro l'antico monastero di Santa Maria di Licodia dei PP. Benedettini, il quale facea bella mostra di sé co' numerosi lumi ne rosoni e nella torre del campanile, che ricorda la munificenza e pietà dei Normanni».
Da questa breve descrizione e dall'elemento grafico della mappa, si può anche ricostruire l'aspetto della facciata della chiesa di Santa Maria, prima della definitiva trasformazione nel 1887: a un ordine, affiancata da lesene in pietra lavica (le stesse esistenti ancora sulla facciata del palazzo comunale), sormontata dal timpano, con rosone centrale e portale gotico. Di questo portale dà testimonianza un'altra fonte, quella di Wolfgang Sartorius von Waltershausen (1809-1876), geologo e astrologo, il quale nel suo studio Der Aetna scrive: «è possibile trovare resti medioevali nell'aria etnea, secolo XII-XV, a carattere saraceno e normanno soltanto in pochi luoghi. Sono le torri di Adernò e Paternò, insieme a poche chiese e portali, per esempio Santa Maria di Licodia, giungono a noi dai quei tempi, risparmiate in egual modo da possenti terremoti come dalla mano dell'uomo».

### L'interno dell'anticaEcclesia munitadi Santa Maria
Poco si può dire dell'interno della chiesa: la fonte più antica è la relazione del 1757 della visita dell'Abate Anselmo Valdibella nel quale si evince la presenza di tre altari. Le brevi note del vicario Giovanni Ardizzone riferiscono essere «Lo edifizio della prima (la parrocchiale) di lieve considerazione, quello della seconda ottimo ossia migliore di quella prima. (…) il culto divino in ambo due è fervoroso. Le chiese nella estensione di canne 25 siciliane, ognuna fuori il santuario due altari bassi»
Il numero degli altari sia nel Settecento sia all'inizio dell'Ottocento, era dunque di tre, l'altare maggiore e due laterali. Questi erano dedicati a San Benedetto e a Santa Maria di Licodia, infatti nel verbale della visita pastorale dell'arcivescovo di Catania Giuseppe Benedetto Dusmet si legge:
«Passò quindi a visitare la Chiesa Sacramentale di Santa Maria un tempo appartenente ai PP. Benedettini di San Nicolò l'Arena di Catania, era retta dal Cappellano D. Domenico Anile, dove visitando gli altari ordinò che la lapide dell'altare maggiore fosse situata un po' più avanti, sicché vi si possa posare in centro il calice nella celebrazione della santa messa. Ordinò che si regolassero le graticce dei confessionali come si disse per quelle della parrocchia, il resto fu trovato tutto in regola. Se non che dispose che a sue spese si facesse la cornice indorata con i corrispondenti cristalli ed ornamenti nell'altare di S. Benedetto onde fare simmetria coll'altare di rimpetto sacrato a Maria Santissima, a qual uopo depositò nelle mani di questo Vicario Foraneo la somma di lire cento».
Questo indicherebbe la dedicazione di due altari, forse quelli più antichi e prossimi al presbiterio, ma già a fine Ottocento si conta la presenza di altri due altari, parlandosi dunque di «ambiente spazioso con cinque altari».
L'altare maggiore era ornato da un padiglione e impreziosito da tre tele raffiguranti «San Vito, San Giuseppe, San Luigi Gonzaga con le cornici in legno dorato». Gli altri altari erano con molta probabilità dedicati a San Luigi Gonzaga e a Santa Gertrude. Interessante notare negli inventari la presenza di una grande croce di legno stile gotico col Cristo pittato sulla stessa croce forse sospesa sopra l'arco del santuario.
Il coro monastico era, con molta probabilità, collocato sopra l'ingresso della chiesa, in quella che oggi è intesa cantoria, nello stesso luogo in cui era sistemato l'organo. Questa ubicazione è supportata da due fonti, la prima è quella relativa alla sistemazione definitiva dell'orologio sulla facciata della chiesa, per la quale si fa richiesta, onde agevolare la manutenzione dello stesso, di aprire un buco per far scendere i contrappesi nel luogo del coro. La seconda è segnalata dalla numerosa presenza di tele poste sull'organo che appaiono nell'inventario del 1919, la cui collocazione sembrerebbe alquanto inutile in un luogo così distaccato dall'aula liturgica.

## La chiesa madre del Crocifisso

### Aspetti architettonici della chiesa settecentesca
Per ricostruire gli aspetti architettonici della chiesa parrocchiale si può tenere conto di fonti molto importanti quali i verbali di Sacra Visita.
Partendo sempre dalla mappa acquerellata dei Feudi di Licodia, si può intuire che l'edificio fosse molto piccolo, e certamente non di grande pregio architettonico, con il tetto a unico spiovente, e un intuibile rosone sulla facciata, forse rifatto a imitazione di quello più antico e importante della chiesa monastica, e la facciata era rivolta ugualmente a ponente.
Vito Maria Amico nel suo Lexicon Topographicum edito nel 1760 dice a proposito della chiesa «Vici paročhia, sub SS. Crucifixi titulo Monasterii eleganti templo hodie adjungitur, cujus est Rector ejusdem Ordinis Monachus (…) Presbyteri seculares Divinis celebrandis officiis intendum».
La prima descrizione dell'interno dell'edificio è contenuta nel verbale della visita di monsignor Corrado Maria Deodati Moncada il 4 novembre 1780, da cui si evince chiaramente la presenza di un unico altare sul quale era collocato il grande Crocifisso, titolare della ricostituita parrocchia; vi erano anche alcune statue, il fonte battesimale e si evidenzia il luogo della sepoltura degli abitanti.
Lavori di abbellimento, con l'aggiunta di un altare dedicato a San Giuseppe si ebbero nel decennio successivo, infatti nella successiva Visita di Monsignor Deodati Moncada nel Maggio del 1791 si legge: «visitò il fonte battesimale e gli oli santi, (…) l'altare di San Giuseppe, li confessionili».
All'inizio del secolo successivo, si notano ulteriori lavori di accrescimento artistico con la realizzazione di un nuovo altare maggiore «alla romana nuovamente fatto con li cornici indorati con suo tabernacolo foderato», oltre all'aggiunta di un ulteriore altare laterale, frontale a quello di San Giuseppe, dedicato all'Immacolata. Entrambi gli altari erano ornati con le tele effigianti i detti titolari.
L'aumento demografico degli abitanti del casale fece avvertire sempre più l'esigenza di un nuovo edificio per la parrocchia. Nel 1825 il parroco Savuto così scriveva al vescovo: «Ella non ignora a mio credere che il puoco numero dei preti di questa ed il numero della popolazione alquanto aumentata fa si che non puochi fedeli non posso prestare il dovuto culto alla Divinità non solo, ma attesa la ristrettezza di questa chiesa non puochi sconcerti, ed irriverenze s'osservano».
Fu così che nel 1831 l'antico luogo di culto venne abbattuto per fare posto alla nuova fabbrica.

### La nuova fabbrica della Parrocchia (1831-1919)
La nuova chiesa fu completata nel 1840. L'ambiente molto più vasto, provvisto di un'ulteriore sepoltura, venne abbellito con due grandi tele che si aggiungevano alle preesistenti: la tela della Sacra Famiglia, realizzata da Giuseppe Rapisarda nel 1841, e una più antica, San Leone che sconfigge Eliodoro, dipinta negli anni 80 del ‘700 da Matteo Desiderato. Questa tela, che ripropone in una rilettura settecentesca quella leggenda che vede il Vescovo di Catania ardere il negromante Eliodoro, era stata commissionata per il ricostruito tempio di San Nicolò l'Arena, dove però non fu collocata e perciò spostata nella chiesa parrocchiale monastica di Licodia, dove era secolare il culto leonino.
Ma come già detto i lavori di questa fabbrica andarono molto a rilento a causa di mancanza di fondi ed eventi naturali, come il terremoto del 1856. Tuttavia dalla relazione della visita del 1875 si apprende che essa doveva essere completa, e decorosa: «[...] Indi salì l'altare maggiore e fatte le preci di rito della Visita impartì agli astanti l'indulgenza (….) Poi impartita all'accalcato popolo la trina benedizione col Santissimo Sacramento, cominciò la visita degli altari, e trovò tutto in regola, come pure in regola il Fonte Battesimale, nei confessionali ordinò che si ribattessero i fori della graticella di latta onde restringerli (…) ed avendo osservato che la volta del tempio è lesionata, raccomandò di ristorarla alla meglio quanto prima».
Parte degli arredi era comunque di buona fattura, eredi diretti di quel lustro antico goduto durante il Patronato monastico.
L'aspetto interno che mantenne la navata fino ai lavori di unificazione, è desumibile dal verbale di consegna degli arredi redatto nel 1912: la navata era provvista di quattro altari dedicati a San Giuseppe, alla Madonna Immacolata, a San Francesco d'Assisi e a San Leone, oltre all'altare maggiore sempre dedicato al Santissimo Crocifisso, oltre a un piccolo altare dedicato alla Madonna del Carmelo, il cui simulacro fu donato nel 1902. Anche la chiesa parrocchiale era ben provvista di diverse tele di varia dimensione e di buona fattura, oltre che di alcuni simulacri.
L'architettura della chiesa parrocchiale però fu quella che maggiormente risentì dei lavori d'unificazione del 1919, i quali, oltre alla perdita di due altari laterali, squilibrarono completamente la simmetria della navata. Inoltre l'intera parte absidale fu riformata nel suo aspetto originario e ridimensionata.
L'avvento di un clero diocesano poco sensibile alla secolare storia di questo luogo e alla spiritualità benedettina che lo aveva plasmato e guidato, portò alla cancellazione visiva di tutti quegli aspetti che potessero rimandare a quel passato. Persino il Santissimo Crocifisso titolare della Parrocchia fu spostato dalla sua naturale collocazione sull'altare maggiore e collocato nell'ex chiesa di Santa Maria, ora navata laterale, offrendo così sia al fedele, sia al visitatore, una lettura storica e teologica snaturata dell'interno dell'edificio sacro.

## Aspetti artistici e architettonici dell'attuale chiesa madre
Dopo aver esposto la storia e il travaglio architettonico di queste due chiese unificate descriviamone l'aspetto attuale:

### L'esterno

#### La facciata

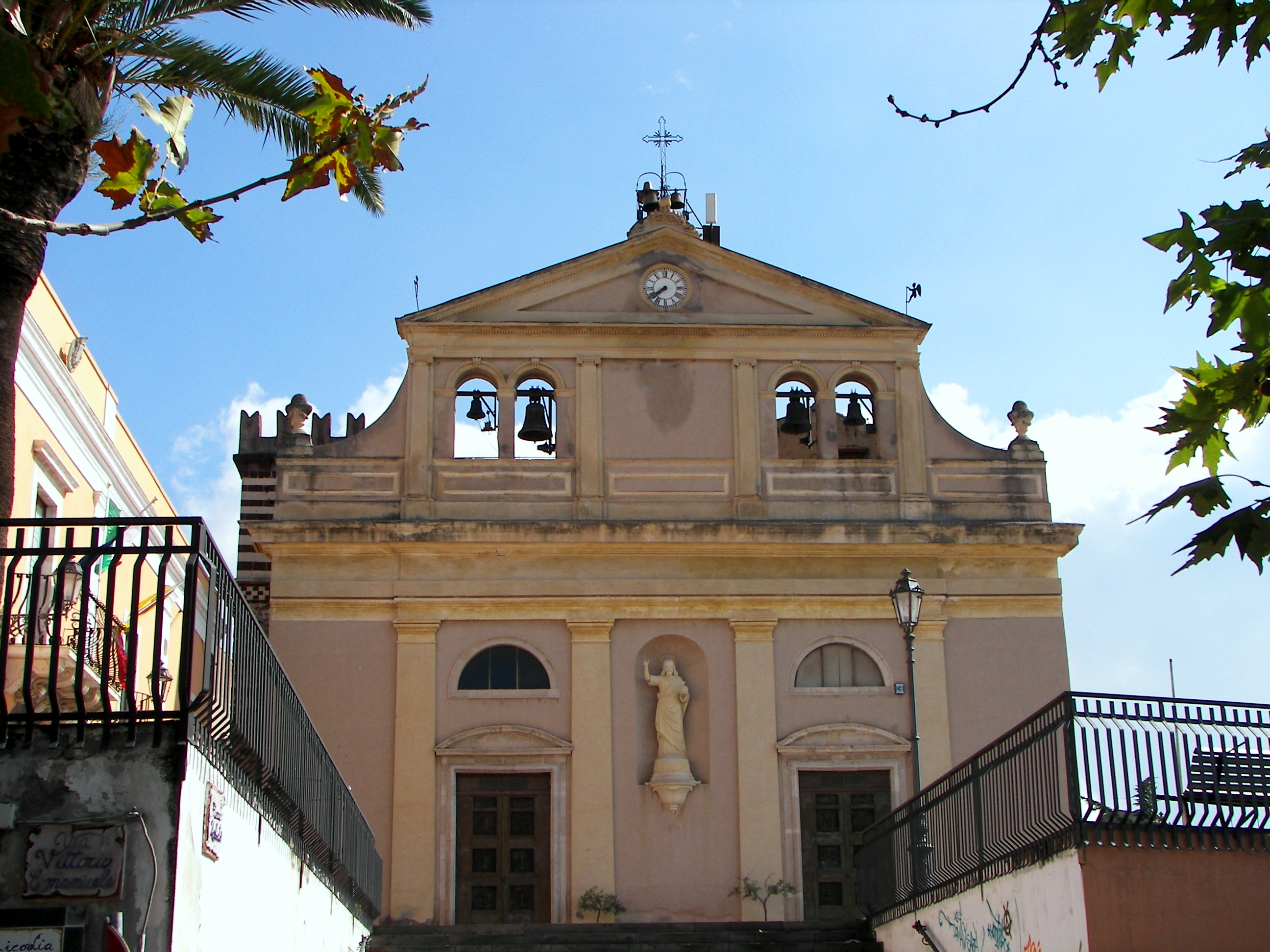
Facciata della chiesa madre

La realizzazione dell'attuale imponente facciata, fu inserita nel piano di rinnovo urbanistico del centrale Piano della Murame (Piazza Umberto I), avvenuto nella seconda metà del secolo XIX, che previde un ridisegno architettonico unitario degli edifici prospicienti sulla stessa.
La costruzione della facciata iniziò probabilmente nel 1840, ma un documento del 1846 parla ancora del prospetto unificato ma non ultimato nelle fabbriche, le quali vennero completate nel 1888 con la sistemazione dell'orologio.
La facciata della chiesa rivolta a ovest, si erge imponente e maestosa sull'elevata piazza, dominando con la sua mole il centro storico del paese. È composta da due ordini, con tipologie architettoniche diverse, dorico e jonico. Il primo ordine è ripartito in cinque sezioni, scandite dal susseguirsi di lesene doriche. Due di queste ospitano i due portali del secolo XV risalenti all'epoca dell'abate Platamone. I portali incorniciati da mostre in pietra bianca lunettati, sono sovrastati da aperture semicircolari, che propagano luce all'interno dell'edificio. Le porte bronzee sono opera moderna del M° G. Girbino, installate nel marzo del 2003.
La Porta del Sole, a destra, è decorata da pannelli riportanti episodi del Nuovo Testamento. Le formelle della Porta Santa Maria, a sinistra, riproducono i santi benedettini legati alla storia della Chiesa locale. Al centro del primo ordine troneggia una maestosa statua raffigurante Cristo Re, inserita il 5 settembre 1932 in occasione del Congresso eucaristico diocesano.
Il cornicione a fasce aggettanti separa dal secondo ordine occupato dalla cella campanaria. Questi è ripartito in tre sezioni, inquadrate da lesene con capitelli in stile jonico. Nelle bifore delle sezioni laterali, prendono posto le quattro campane. Due grossi vasi ornamentali in pietra decorano l'estremità dell'ordine.
Il timpano corona la facciata. Nel frontone prende posto l'orologio risalente ai Padri Benedettini (citato già in documenti del 1756). Agli angoli inferiori degli spioventi, due banderuole a vento a guisa di puttini, caratterizzano la fisionomia dell'edificio. Sulla punta del timpano un acroterio regge la Croce ferrea affiancata dalle ottocentesche campane dell'orologio.

#### La torre campanaria

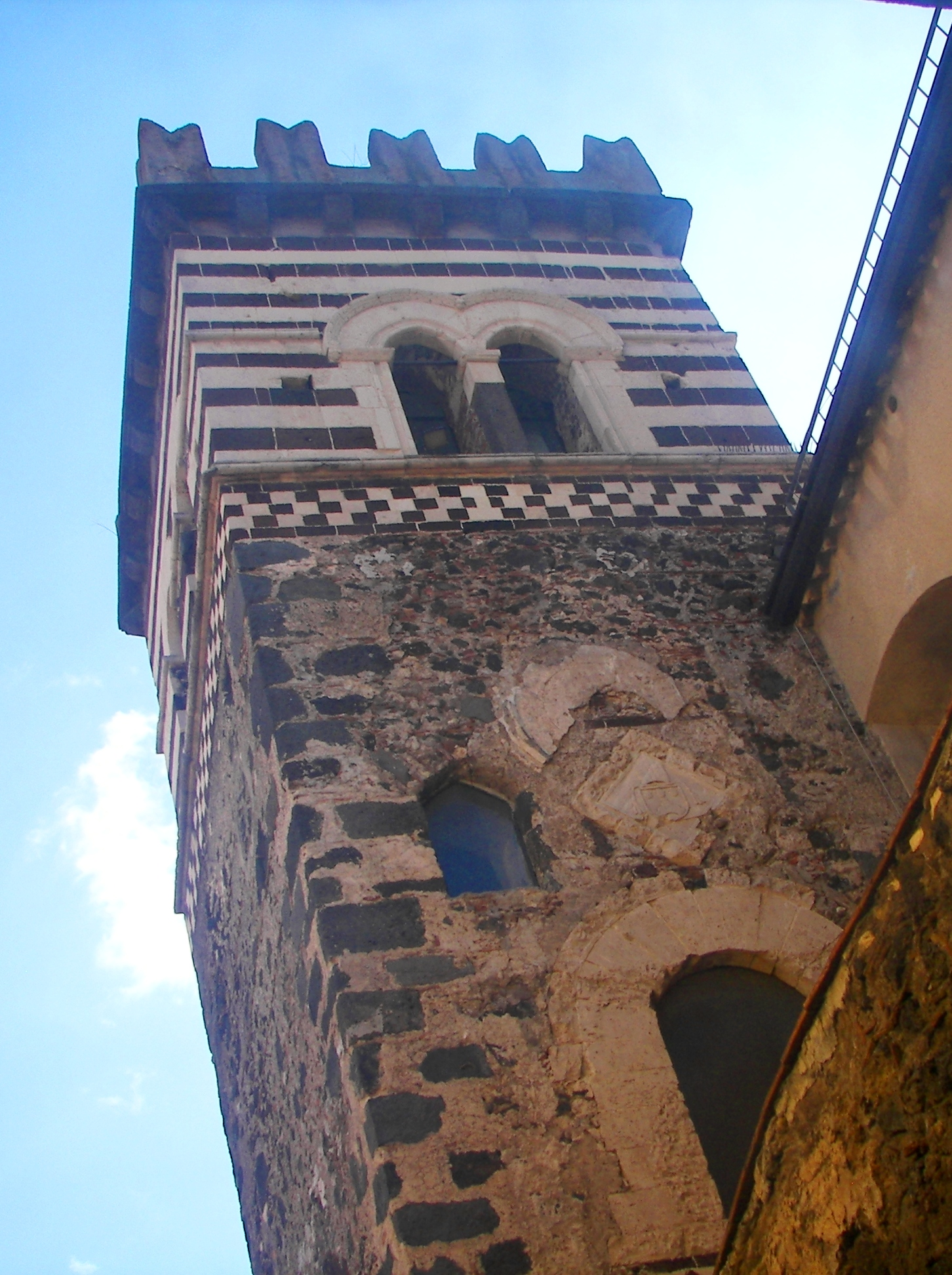
Facciata ovest della Torre Camapanaria

L'elemento medioevale meglio conservatosi fino ai giorni nostri è la torre giurisdizionale, chiamata anche di San Nicolò, che per il suo valore simbolico è entrata a far parte dell'araldica comunale.
La torre, a pianta quadrangolare è coronata dalla merlatura ghibellina, ed edificata su precedenti elementi d'epoca araba.
La parte superiore del campanile è abbellita da una gradevole decorazione a intarsio murario a due motivi: il superiore a bande orizzontali alternate di pietra lavica e bianca, e a scacchiera quello inferiore. Questo elemento decorativo è quello che caratterizza la cella della torre campanaria, e trova molte affinità con le decorazioni murarie delle chiese del Val Demone dei secoli XI-XII, nonché con quelle dei campanili della Campania, o del basso Lazio come quello di Santa Maria di Itri.
Gli elementi decorativi fanno da cornice alle bifore e alla monofora che si aprono sui quattro lati. La bifora più elaborata è quella che si apre sulla facciata principale a ponente. Le due ogive sono incorniciate da una doppia cimasa, della quale la più esterna, più aggettante, presenta un fitto fregio che prosegue sugli abachi. I piedritti esterni sono di pietra bianca, mentre quello centrale in pietra lavica. Sugli angoli esterni degli abachi e nell'innesto centrale della cimasa, tre teste di animali, due civette e una volpe. La presenza della colonna nera e degli animali legati all'idea della notte (la volpe è un predatore notturno, e le civette rapaci notturni da sempre legati a infausti eventi), porta a immaginare che questa facciata, rivolta sul lato del tramonto, sulla quale era inserito anche l'orologio, fosse carica di simboli legati alle tenebre e della morte, e quindi un continuo memento mori ai fedeli che ricordassero sempre la transitorietà della vita e quindi la necessità di ricorrere costantemente alla grazia divina. Non di meno va anche considerato che la civetta, già dall'epoca classica in quanto animale sacro ad Atena, è anche simbolo della sapienza, si può perciò anche supporre che la presenza di queste nel campanile, che regolava sia i ritmi del lavoro che della preghiera, sia un richiamo alla Sapienza a cui ogni uomo deve anelare in ogni momento e condizione della propria esistenza.

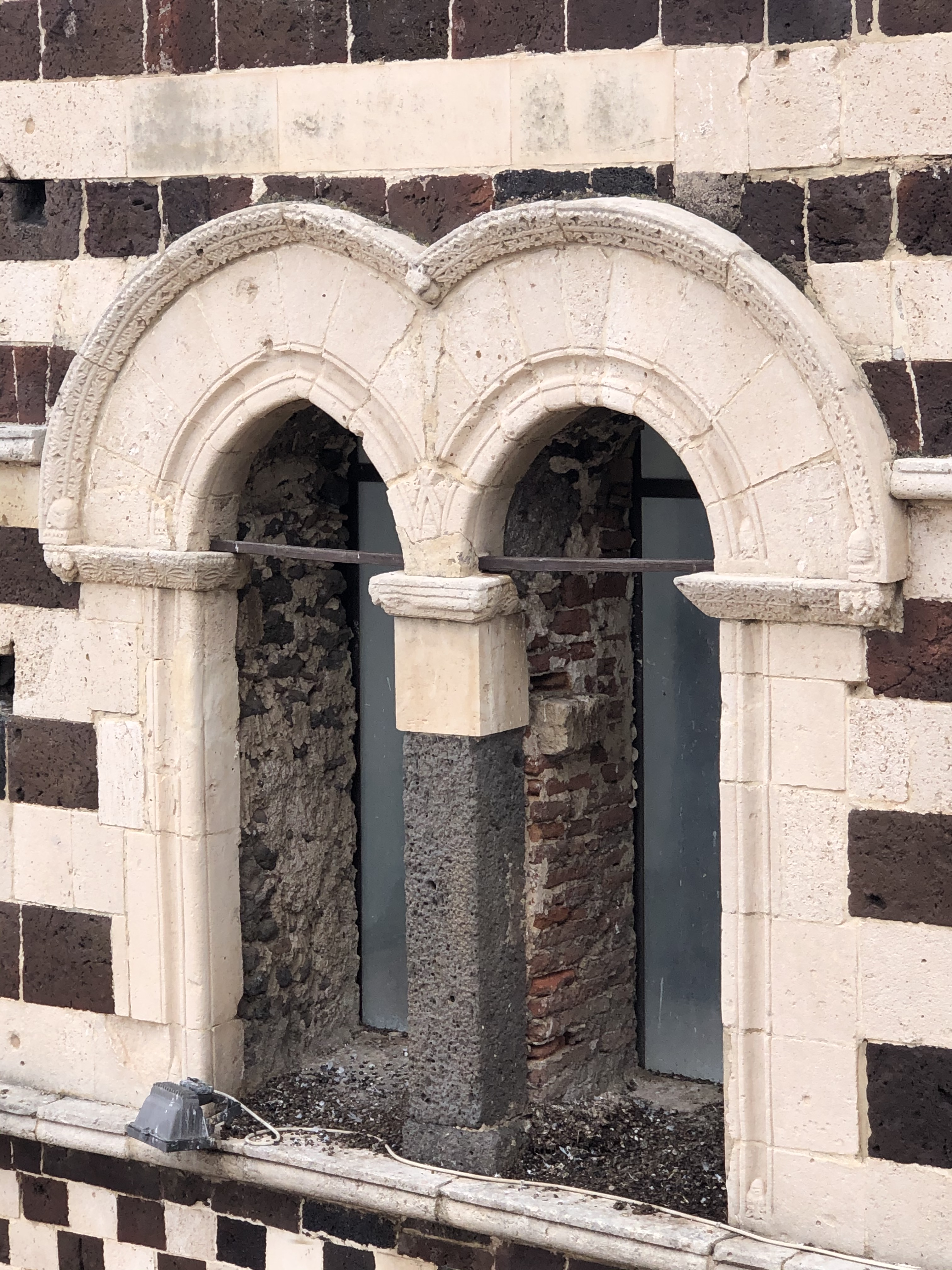
La bifora di ponente della torre con le decorazioni zoomorfe e fitomorfe

Sui restanti lati della cella si aprono altre due bifore, sulla facciata nord e a levante, e una monofora a tutto sesto, espressioni del mutato linguaggio delle tendenze artistiche delle maestranze operanti in Sicilia nei secoli XIV e XVI.

#### Ex-cappella di San Leone
L'antica cappella di San Leone si trovava esattamente sotto la torre campanaria con il prospetto in prossimità della facciata della chiesa. Di essa rimane solo il muro perimetrale destro sul quale emerge un'ogiva in pietra lavica. Ma questo luogo ebbe una notevole importanza in quanto erede dell'antico romitorio etneo di San Leone de Nemore o del Pannacchio e detentore del titolo priorale di San Leone, ivi trasferito nel 1589 dal Cardinale Fabrizio Mandosio, Vicario Apostolico per la Diocesi di Catania che accordò al monastero la facoltà di costruire un altare dedicato a San Leone del Pannacchio, facendovi celebrare messe e altri uffici divini, e non per ultimo, in quanto luogo di sepoltura degli abati, priori e parroci monastici.

### Gli interni della chiesa
La planimetria della chiesa si dispone seguendo l'orientamento Ovest-Est, dettato dalle antiche tipologie che prevedevano l'altare collocato verso l'oriente, luogo di nascita del sole, che allegoricamente rappresenta Cristo che viene a illuminare chi giace nelle tenebre.
L'interno della chiesa si presenta luminoso, spazioso e sobrio.

#### La navata principale già chiesa parrocchiale del Crocifisso
La navata destra è il risultato dell'ampliamento ottocentesco della chiesa parrocchiale del SS. Crocifisso. Ulteriori modifiche, sicuramente più lesive furono apportate dai lavori di unificazione del 1919.
Alla navata si accede tramite un vestibolo, è suddivisa in due campate coperte dalla volta a padiglione e conclusa dall'abside. Il vestibolo contiene gli elementi che rimandano al Sacramento del Battesimo: la Cappellina del Battistero, sul lato sinistro, che contiene il fonte in marmi policromi (secolo XVIII), l'acquasantiera, sul lato destro, in marmi mischi di richiamo barocco. L'intradosso dell'arco vestibolare è decorato da due ovali affrescati con i Santi Pietro e Paolo. La presenza degli Apostoli è altamente simbolica, essi sono infatti i maggiori rappresentanti della Fede Cattolica e della Dottrina Cristiana.
La cantoria sovrasta il vestibolo e mostra l'organo a canne realizzato negli anni '60 dalla ditta Ruffatti di Padova in sostituzione del precedente strumento settecentesco, andato perduto durante la Seconda Guerra Mondiale.
La parete destra della navata è ripartita da robuste lesene di ordine tuscanico. Fra esse si aprono due grandi archi ciechi dove prendono posto altrettanti altari marmorei: il primo dedicato al vescovo San Leone (già alla Madonna del Carmelo) e il secondo all'Immacolata. Entrambi sono arricchiti dalle grandi tele raffiguranti i titolari. Tra i due altari si apre porta laterale della chiesa sovrastata dall'immagine di Santa Cecilia Martire protettrice dei musicisti. Prossimo al presbiterio il pulpito ligneo donato da Giuseppe Ardizzone Sotera nel 1911.
L'abside è introdotta dall'arco trionfale poggiante su massicce colonne doriche. Dominante su tutto l'artistico altare monumentale sovrastato dalla grande tela della Sacra Famiglia di Giuseppe Rapisardi (1841). L'altare in marmi policromi fu installato nella seconda metà dell'Ottocento su iniziativa del parroco G. Maggiore.
Nel 1932 il sacerdote Giuseppe Ronsisvalle Corsaro fu Angelo commissionò al pittore paternese Giuseppe Carmeni (1906-1964) la decorazione pittorica della navata. Originariamente essa era composta da imitazioni di marmo alle colonne, di stucchi e poi gli affreschi incorniciati. Questa decorazione subì una profonda manomissione negli anni sessanta del Novecento. Gran parte d'essa, rovinata dalla guerra e dai lavori per l'impianto elettrico, fu occultata. Tuttavia si risparmiarono gli affreschi suddivisi tra la navata, l'abside e la volta. Venendo meno tutto gli ornamenti che facevano loro da raccordo gli affreschi superstiti risultano poco armoniosi.
Gli affreschi così si suddividono: gli ovali con San Pietro, San Paolo e Santa Cecilia nella navata. Il transito di San Giuseppe e lo Sposalizio (interpretazione dell'opera omonima di Raffaello) nelle pareti dell'abside componendo così un ciclo pittorico dedicato a San Giuseppe. Sul catino absidale è raffigurata l'"Apoteosi del Santissimo Sacramento" rappresentato sul globo all'interno di un ostensorio (copia del manufatto conservato nella chiesa) e adorato da 33 angeli (che rimandano agli anni di Cristo) con simboli della passione, sovrastati dallo Spirito Santo e dal Triangolo della Santissima Trinità.
Nella volta sono invece rappresentati: i Quattro Evangelisti con i rispettivi simboli nelle vele, "San Giuseppe in Gloria" circondato da una schiera di puttini osannanti al centro della volta, alle estremità due ovali con le immagini allegoriche della "Nuova Alleanza" con l'Agnello sul libro dei sette sigilli e "L'Antica Alleanza" con le tavole del decalogo. Sopra l'arco della cantoria: tre figure muliebri osannanti con i candidi gigli e il libro dei salmi e un cartiglio con il salmo Cantete Deo et date illi honorem.

Sui pilastri della parete sinistra sono collocate due tele di recente fattura: San Leone del Pannacchio, copia dell'antica tavola che attualmente trovasi nella parrocchia di San Leone a Catania e quella dei santi Nicola, Placido e Mauro. 

La navata principale
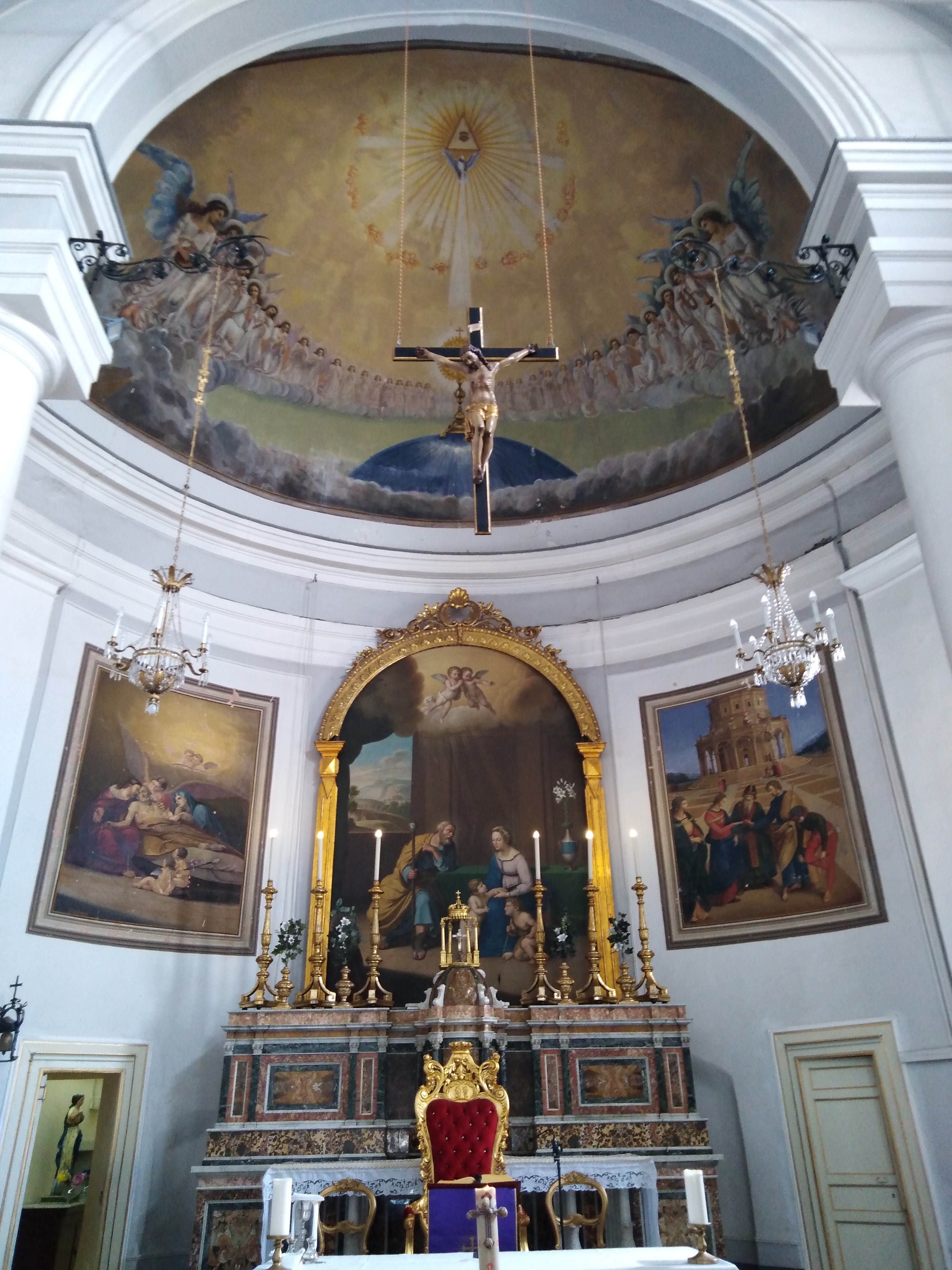
File:Abside_e_altare_maggiore.jpgL'abside della navata principale con l'altare maggiore e la tela della "Sacra Famiglia" di G. Rapisardi
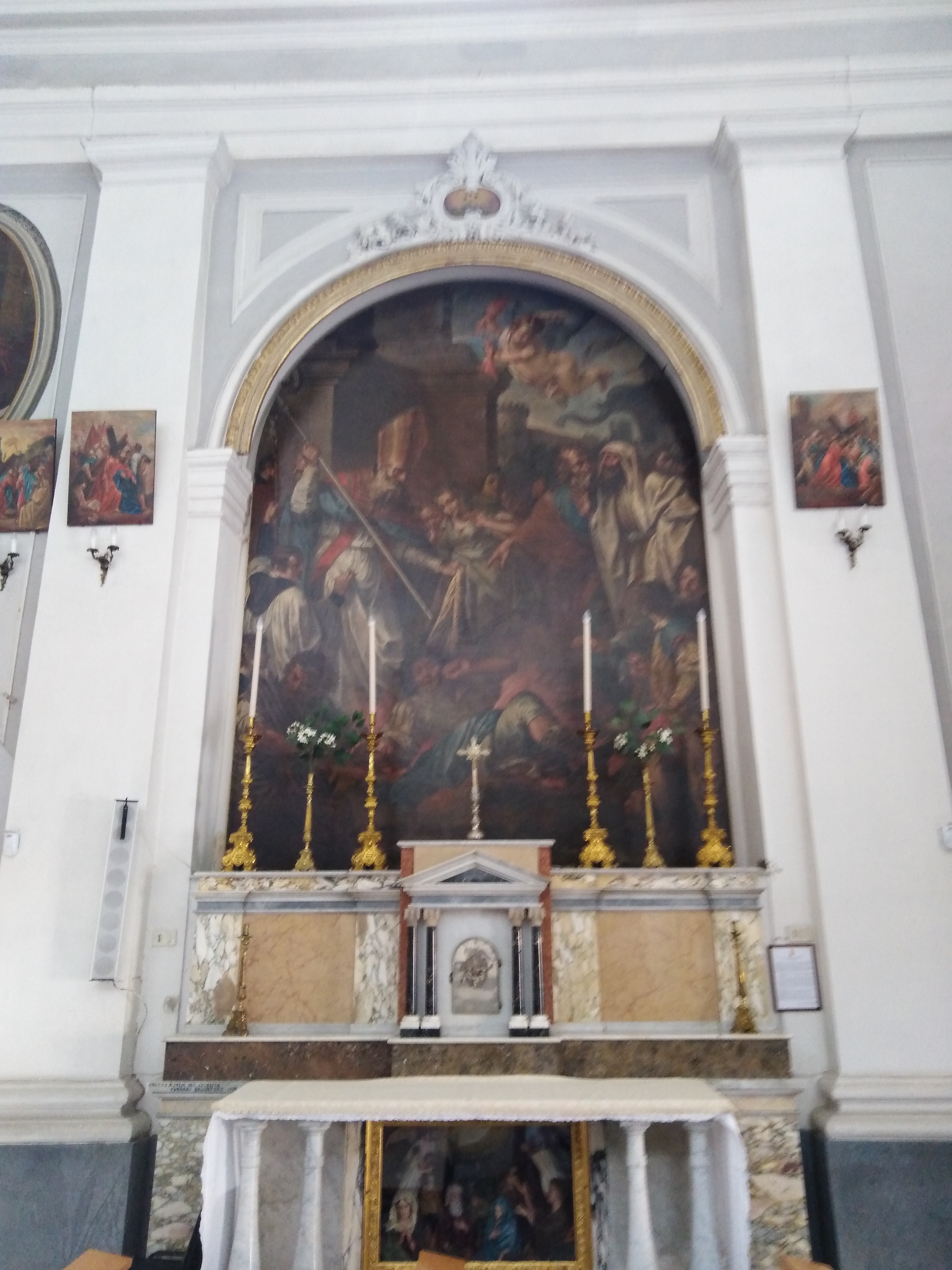
File:Altare_san_leone.jpgL'altare di San Leone con la pala di Matteo Desiderato
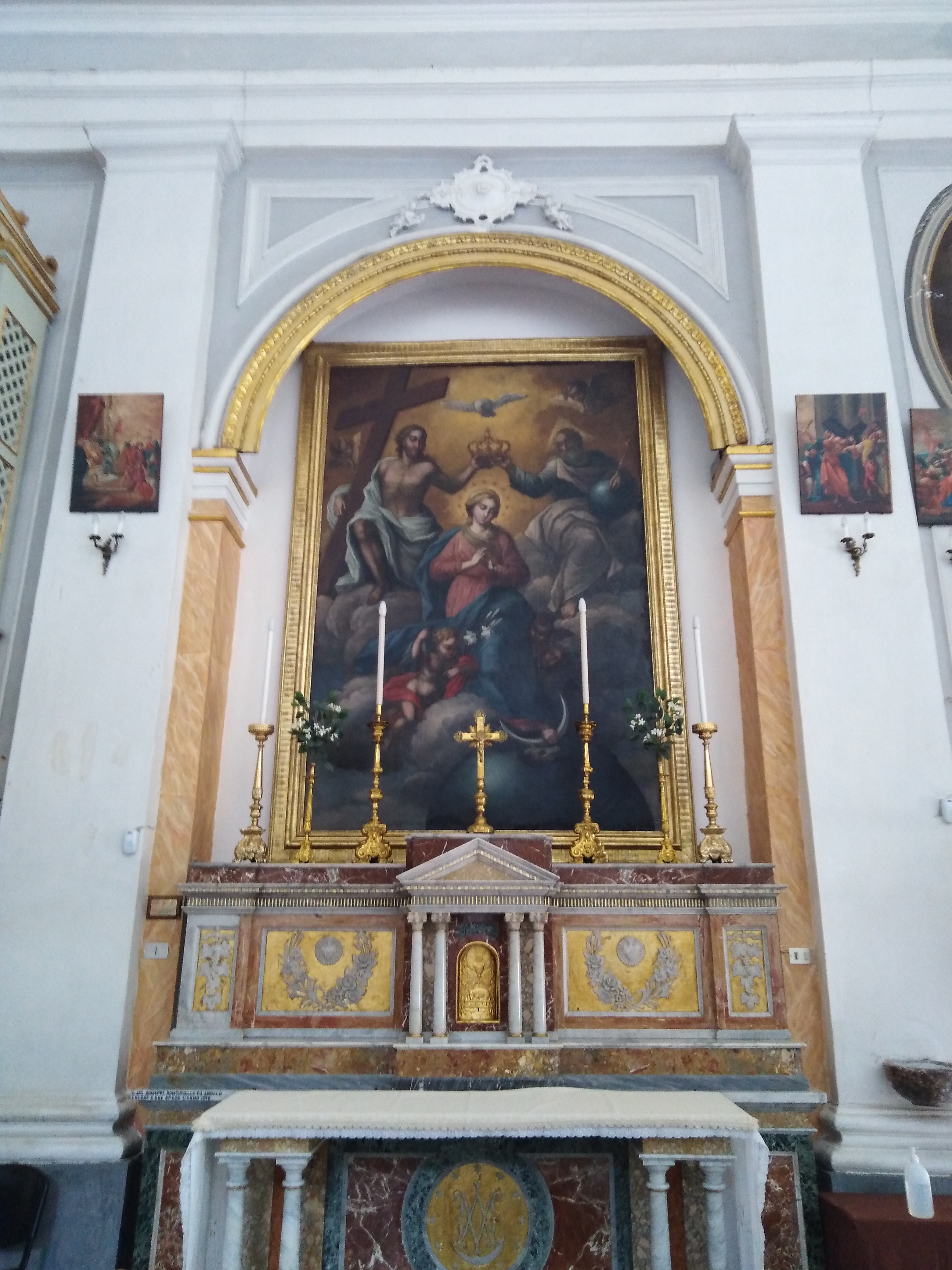
File:Altare_immacolata.jpgL'altare con la tela dell'Immacolata
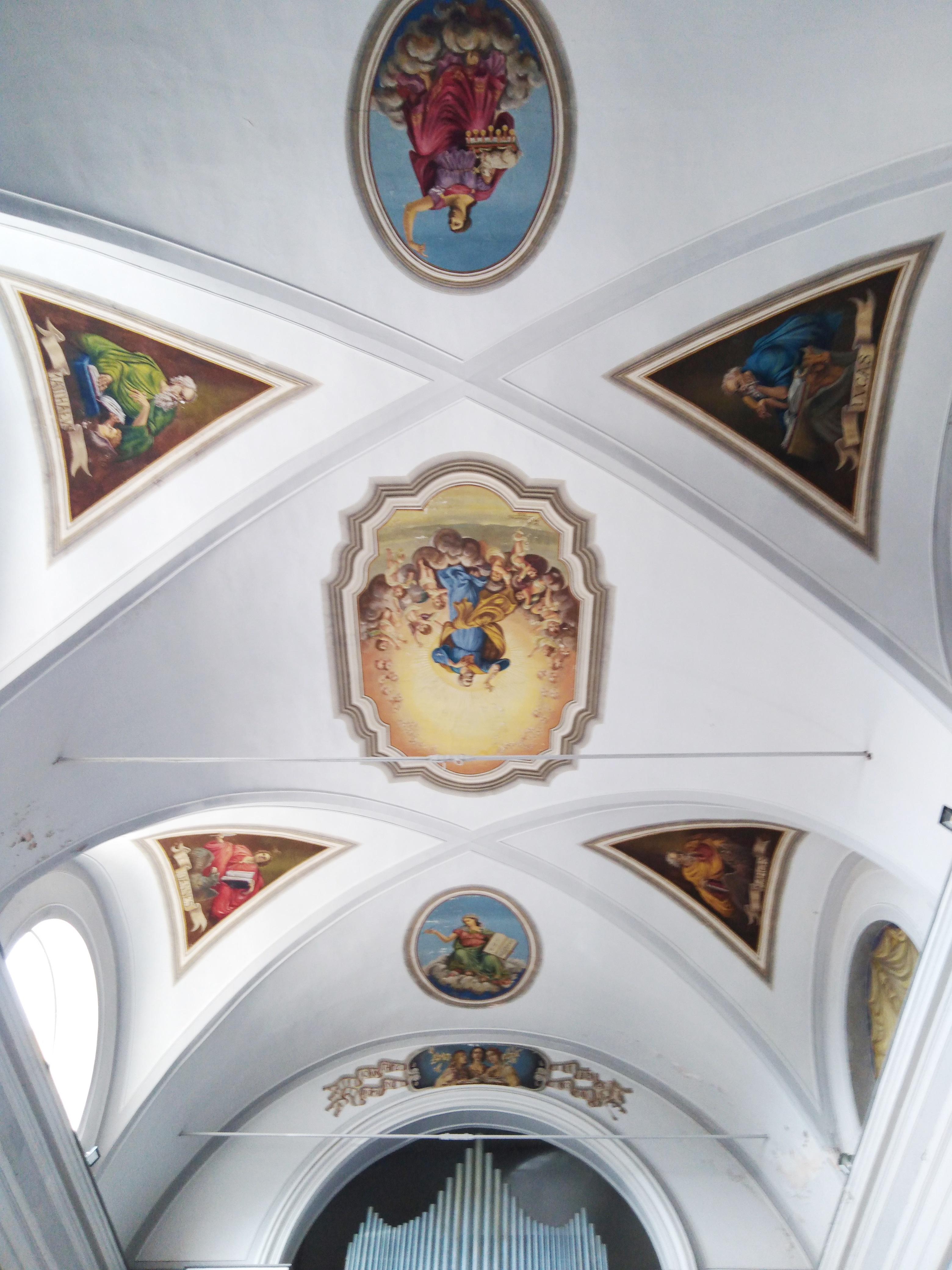
File:La_volta.jpgLa volta con gli affreschi di Giuseppe Carmeni
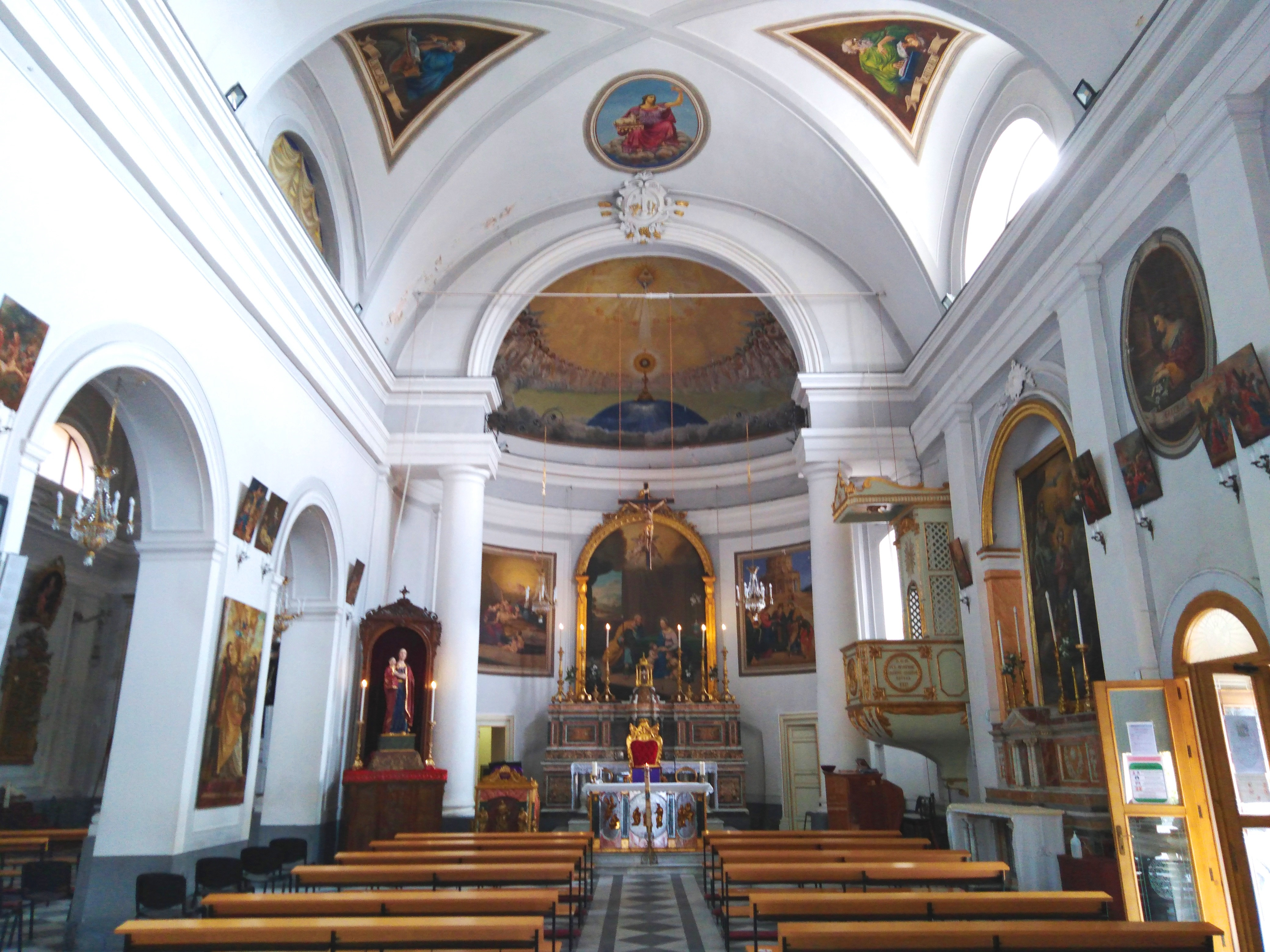
File:Interno_della_chiesa_madre_SS._crocifisso.jpgVeduta d'insieme della navata principale

### La navata laterale già chiesa matrice di Santa Maria

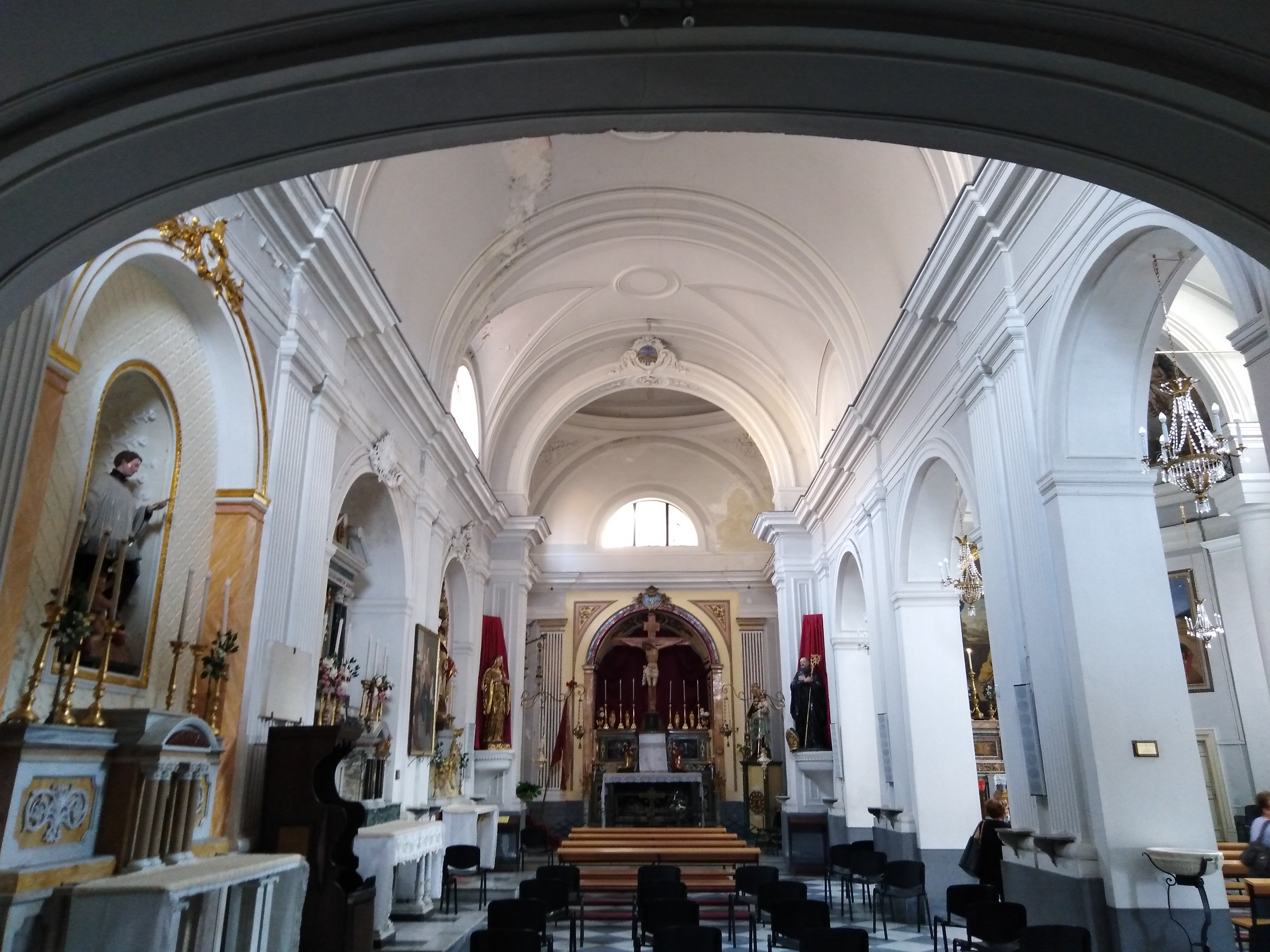
La navata laterale, già chiesa matrice monastica di Santa Maria

La navata laterale, ovvero la Matrice monastica di Santa Maria, successivamente dedicata al patrono San Giuseppe, benché di dimensioni minori risulta essere di maggior rilievo storico e architettonico. Il suo aspetto attuale è conseguente ai lavori del 1910 commissionati dal sacerdote Luigi Panepinto. La navata, coperta dalla volta a botte, è divisa in tre campate scandite da coppie di paraste scanalate con capitelli d'ordine tuscanico. È introdotta da un vestibolo sopra il quale si apre l'ambiente già occupato dal coro ed è chiusa dal transetto. La volta del transetto è conclusa dalla cupola ovale poggiante sui pennacchi. Nella parte di fondo si apre l'antica abside della chiesa monastica ancora ben distinguibile nella sua struttura gotica benché occupata dall'altare (1933) e camuffata dagli stucchi realizzati da Giuseppe Anile (1910). Quest'ambiente, oltre a essere il luogo più antico dell'edificio, è anche il più sacro poiché vi si adora il Santissimo Sacramento e vi si conservano le immagini più care alla pietà popolare: il Crocifisso (secolo XV) e il venerato simulacro del Patriarca San Giuseppe (secolo XVII). La statua del Santo Patrono è collocata nella parete sinistra dentro un sacello che la custodisce per tutto l'anno. Il sacello, chiamato "cameretta", è chiuso da una porta lignea intagliata (secolo XVIII). Tra la navata e il transetto sono posizionate due statue: San Benedetto Abate (secolo XVIII), e Santa Gertrude la Grande, pregevole opera tardo cinquecentesca, qui poste dopo la perdita dei due rispettivi altari a seguito dei lavori d'unificazione delle due chiese.

Paralleli ai fornici del muro mediano in tre archi ciechi, gli altari marmorei dedicati rispettivamente: al Sacro Cuore di Gesù, alla Madonna di Licodia e a San Luigi Gonzaga. Nel primo altare, graziosamente ornato da stucchi a tema eucaristico, è esposta una bell'immagine realizzata in cartapesta da Luigi Guacci (inizi del secolo XX). Il secondo altare contiene l'icona bizantina della Madonna di Licodia, realizzata nel 1988 su iniziativa dell'Azione Cattolica parrocchiale per dare nuovo impulso all'antico culto verso la Madre di Dio di Licodia (di cui si conservava il simulacro trafugato nel 1974). L'icona fu benedetta l'otto Maggio 1988 da San Giovanni Paolo II. Sul terzo altare fa bella mostra di sé la pregevole statua di San Luigi opera di Filippo Quattrocchi. Collocata sotto il primo arco tra le due navate un altro importante elemento della chiesa monastica, la vasca di un'acquasantiera in marmo, riconducibile alla scuola gaginiana (secolo XVI), con l'immagine in bassorilievo della Vergine col Bambino. Nel 2018 si è aggiunto agli altari esistenti quello dedicato a San Francesco d'Assisi, testimonianza del culto secolare verso il Poverello di Assisi di cui si venerava una statua settecentesca ora perduta.

La navata laterale
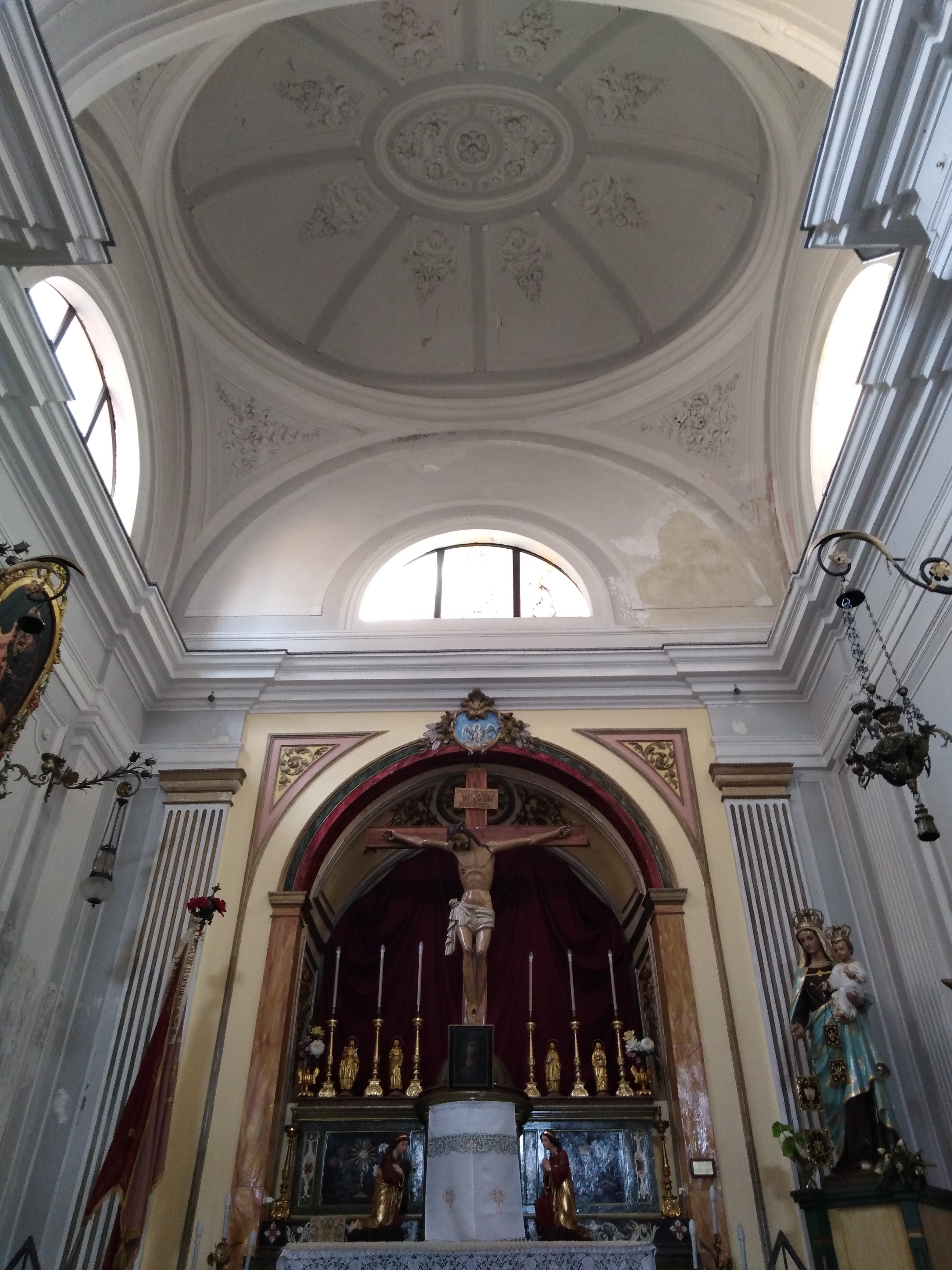
Il transetto della chiesa monastica di Santa Maria con l'altare del Crocifisso e la cupoletta ovoidale
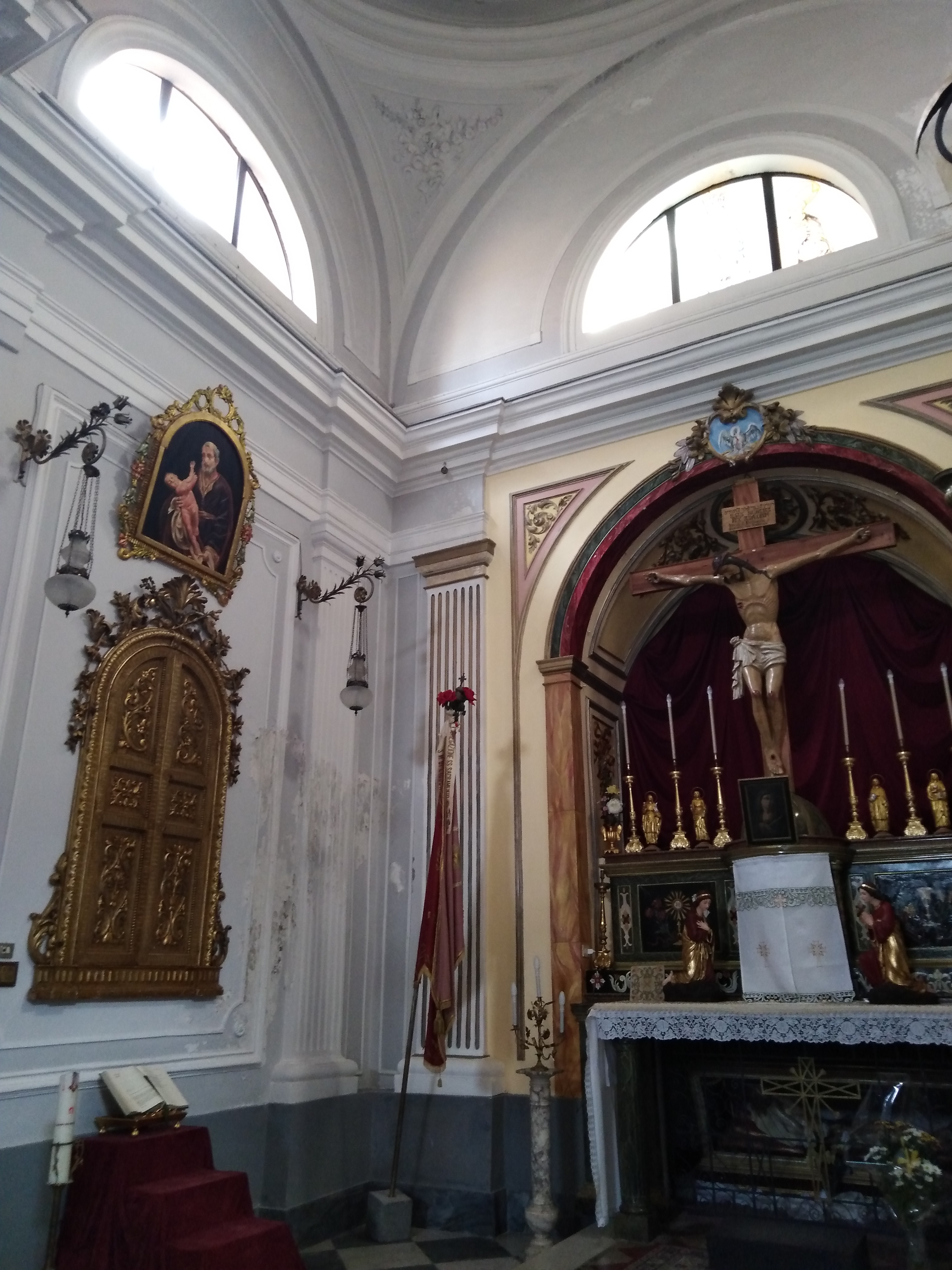
Transetto con la "Cameretta" di San Giuseppe
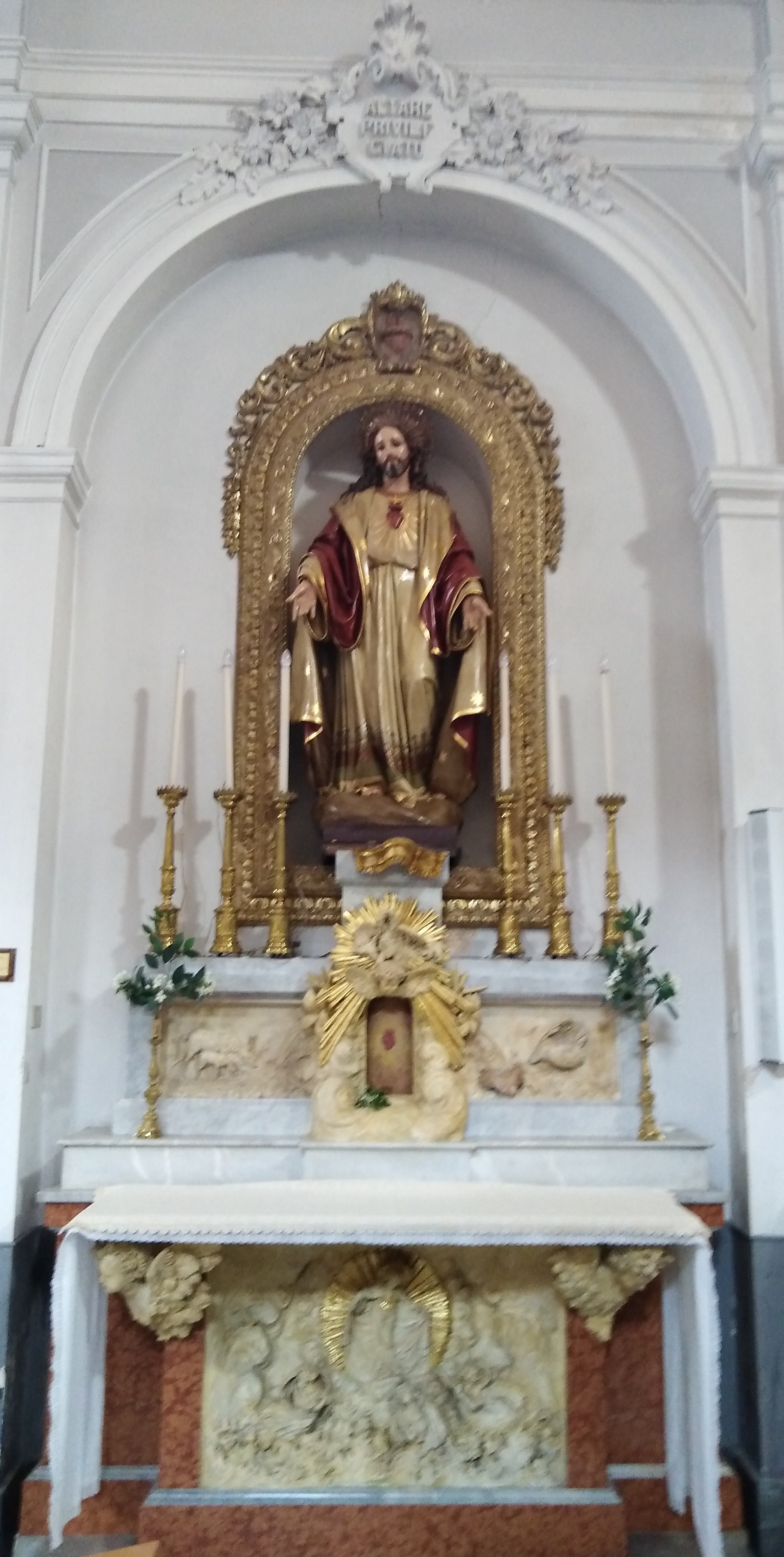
L'altare del Sacro Cuore con la statua di Luigi Guaggi di fine '800
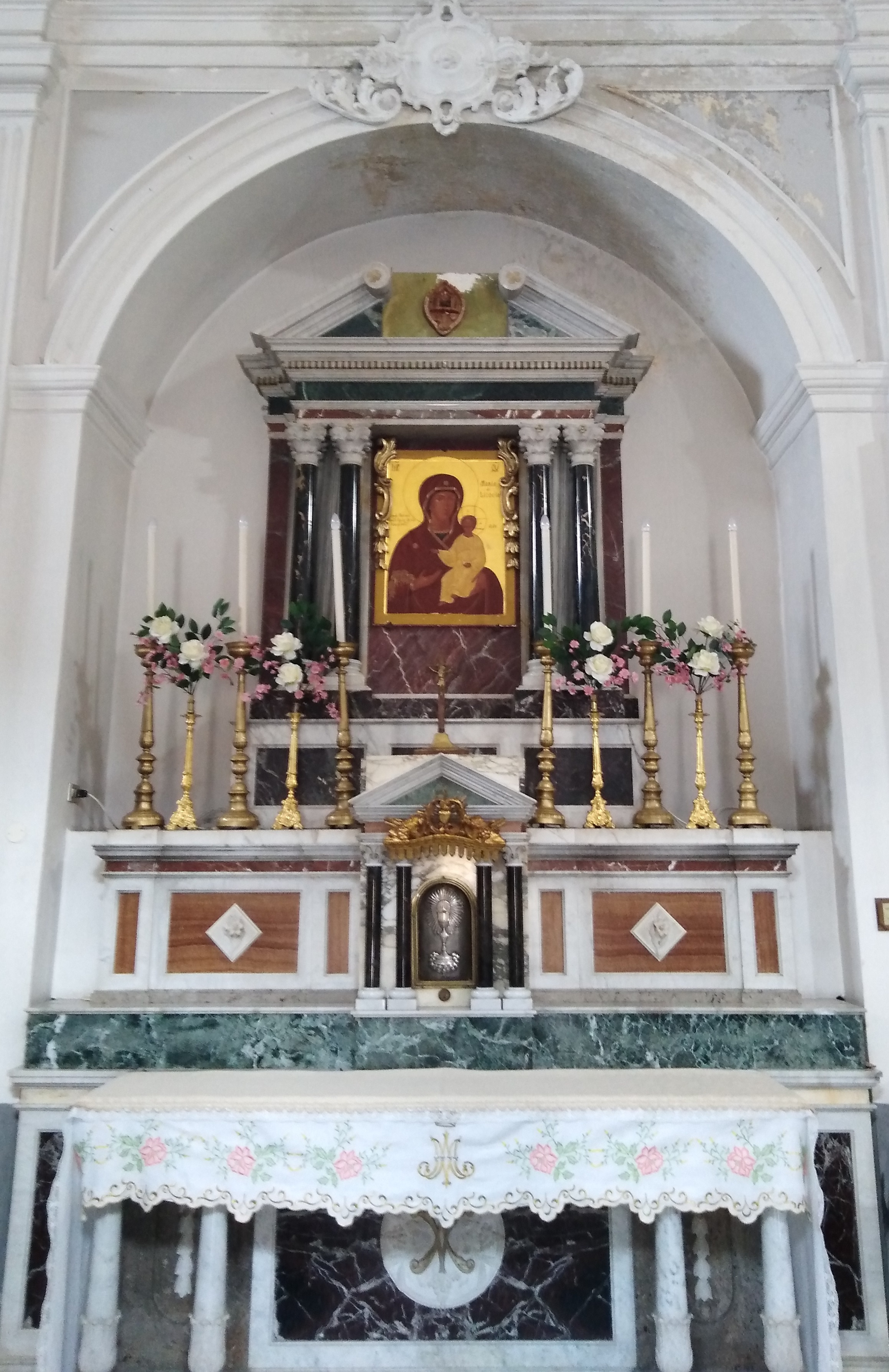
Altare della Madonna di Licodia, già della Madonna delle Grazie, con l'icona bizantina benedetta da San Giovanni Paolo II nel 1988
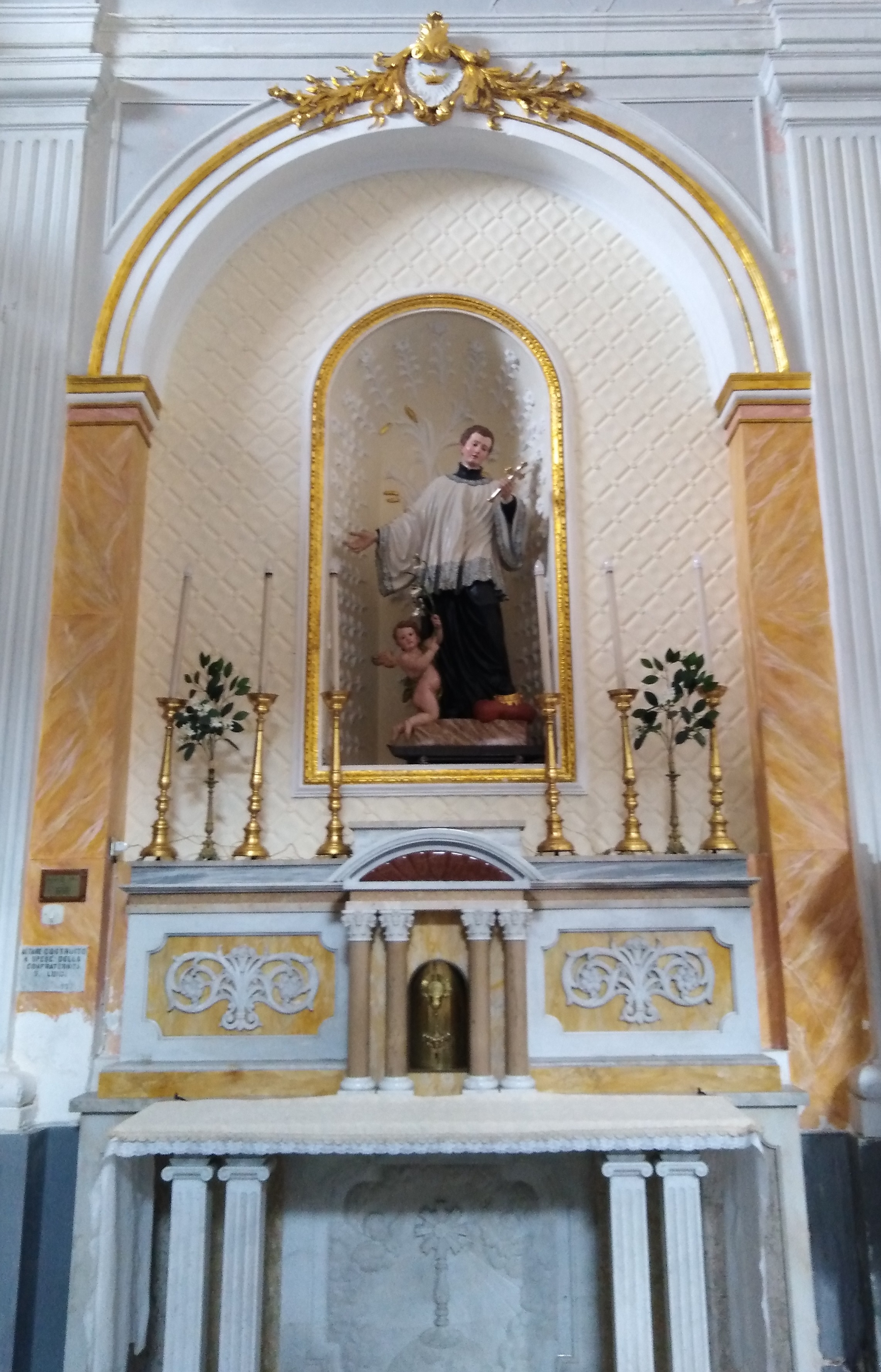
L'altare di San Luigi con la statua del santo di Filippo Quattrocchi
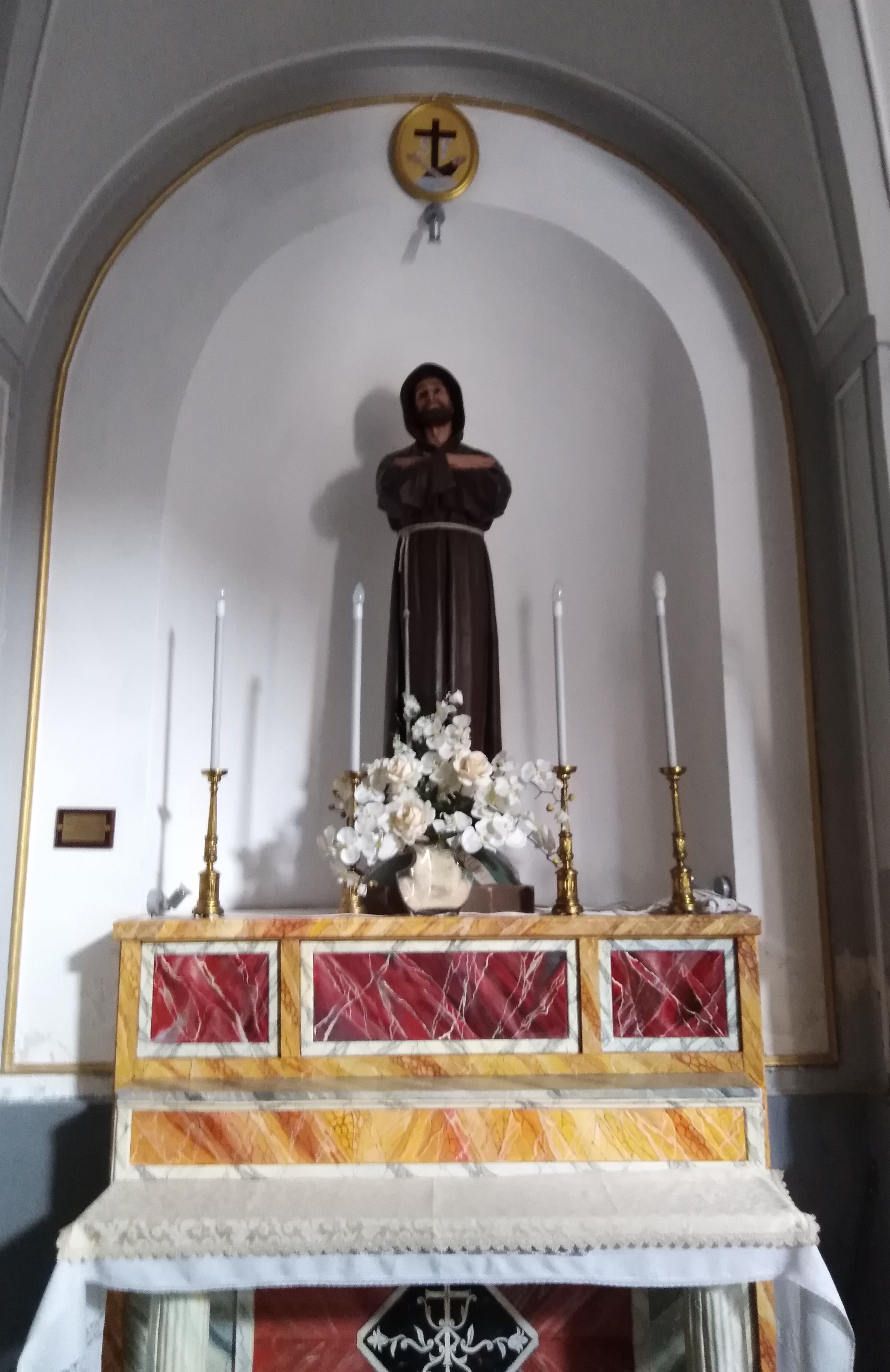
Altare ligneo di San Francesco

## Le opere

### Le pale d'altare
Del vasto patrimonio pittorico un tempo conservato tra la chiesa del Monastero e quella parrocchiale, oggi non rimangono che poche opere, alcune d'autore, che meritano però di essere attenzionate per la loro peculiarità artistica

#### "L'Immacolata"

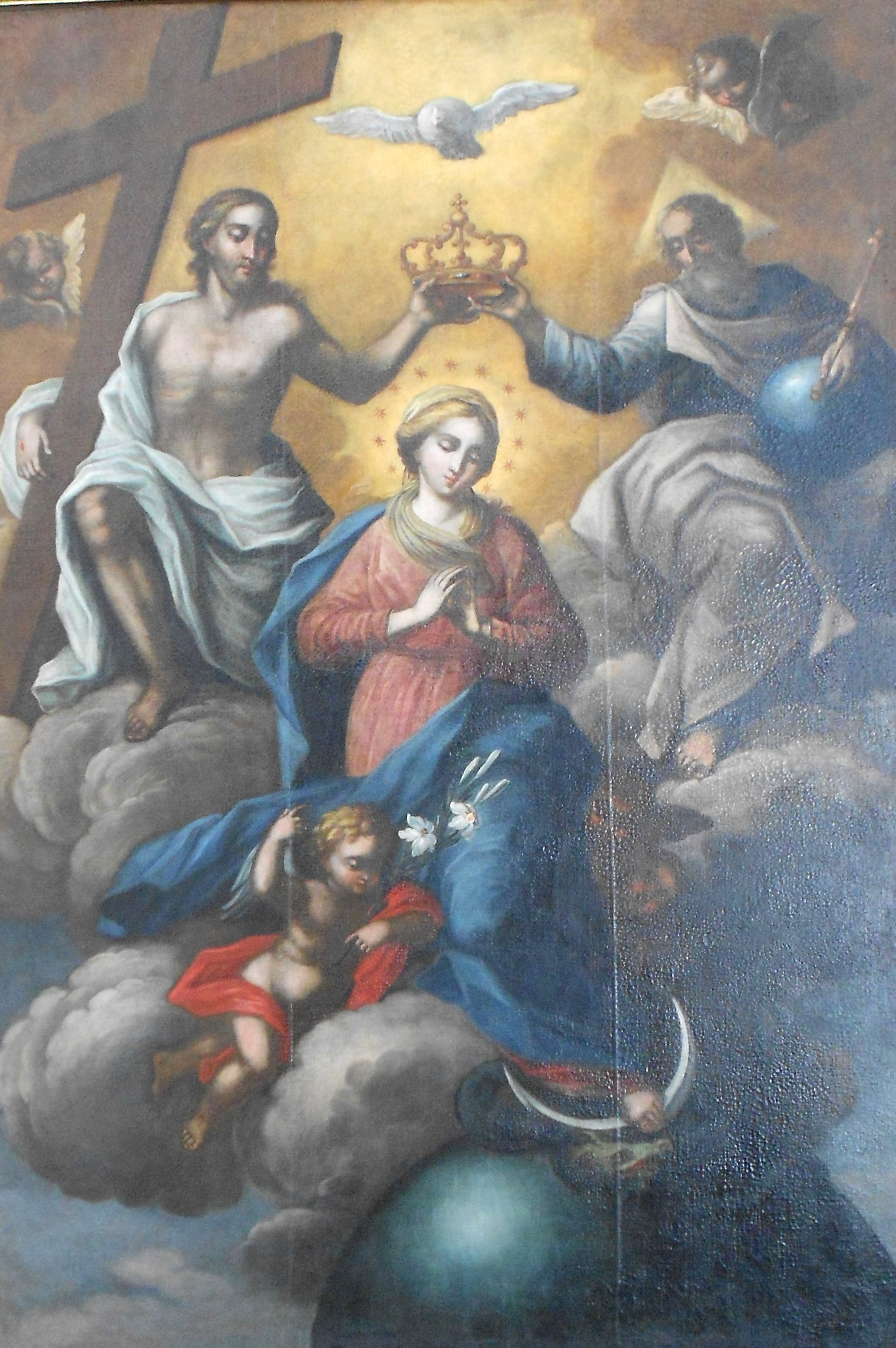
La tela dell'Immacolata

Nell'ambito della produzione artistica del secolo XVIII si inserisce la grande tela dell'Immacolata. La pietas mariana del Settecento che coinvolge la ripristinata parrocchia licodiese, è convogliata verso la devozione all'Immacolata Concezione, un culto speciale che anima lo zelo religioso del Regno di Sicilia, sostenuto dai Re di Spagna, che a più riprese avevano pronunciato il solenne “Voto sanguinario” con il quale ci si impegnava a difendere il privilegio mariano «fino all'effusione del sangue» e che fu rinnovato ancora nella città di Catania, supportato dal vescovo Pietro Galletti, nel 1752. La tela licodiese si caratterizza per la fusione di tre temi iconografici cari alla devotio mariana, dove si combinano armoniosamente l'immagine dell'Immacolata Concezione, dell'Assunta e dell'incoronazione di Maria. Questa combinazione trova in diocesi dei corrispettivi nell'affresco della calotta della chiesa di San Benedetto a Catania, eseguito nel 1726 da Giovanni Tuccari, e nella tela conservata nella matrice di Belpasso. Una comparazione con la tela dell'Immacolata della Matrice di Salemi, con la quale esistono parecchie affinità stilistiche, potrebbe attribuire la paternità dell'opera alla mano di Nicolò Mineo, pittore operante a Palermo nella prima metà del Settecento, ipotesi che farebbe collocare l'opera ai primi decenni del secolo. La prima menzione di questa tela si desume dalla visita pastorale del 1808 nella quale è descritta come «un quadro dell'Immacolata Concezione colla mezza luna d'argento, e suo giglio e 12 stelle con sua cornice indorata». Qualora si trattasse di questo dipinto e non di uno dei tanti andati perduti, si può sostenere che l'opera, negli anni precedenti alla visita, non fosse collocata nella chiesa parrocchiale, dove però è certo che abbia avuto un suo altare dalla fine dell'Ottocento. Il dipinto risponde ai caratteri dell'arte tardo barocca, con l'utilizzo accorto di fonti di luce, dalle calde sfumature ocra, che conferiscono una consistenza volumetrica alle figure ben dettagliate nei contrasti chiaroscurali. La composizione si divide in due ordini: in quello inferiore, nell'atto dell'Assunzione, si staglia la figura di Maria, fulcro di tutto il dipinto, assisa su un trono di nubi, che si stacca dal cielo azzurro dello sfondo. La Vergine indossa ampi abiti dalle forti tinte legati alla tradizione iconografica, la veste rossa simbolo della regalità alla quale si avviluppa l'ampio manto blu, rappresentazione della divinità, che sollevandosi in ampie pieghe segue il movimento delle articolazioni. Ha il capo fasciato da un velo plissettato, che scende fino al petto, ed è circondato da dodici stelle. Il volto è raggiante ma dalla espressione umile, in perfetta sintonia con la rappresentazione dell'Ancilla Domini, con gli occhi socchiusi e in atteggiamento orante. Le mani sono unite in preghiera. Ai piedi della Vergine i simboli iconografici con i quali si rappresenta l'Immacolata Concezione, il serpente e la luna. Il piede sinistro calpesta il serpente genesiaco dalla testa di lupo che incombe sul globo. La falce lunare, simbolo di rinascita, e richiamo alla visione della Donna dell'Apocalisse, sottostà al piede di Maria e grava sul serpente. Un putto avvolto in un velo rosso svolazzante sulle nubi, inchinato accanto al ginocchio di Maria, volge lo sguardo verso il globo e soavemente indica la Vergine, esempio di Purezza, alla quale fa riferimento il candido giglio che regge nella mano. Dietro la Madonna, le teste di altri due angeli si affacciano volgendo lo sguardo fuori dalla tela verso lo spettatore. Nel secondo ordine, su troni di nembi, rischiarata dalla luce raggiante, la Santissima Trinità accoglie l'ingresso della Vergine in Cielo. Sulla destra Dio Padre raffigurato come un anziano canuto, con il triangolo luminoso dietro il capo, osserva la più eccelsa delle sue creature. Con la mano sinistra regge uno scettro e il globo. Sulla sinistra Gesù Cristo raffigurato nelle vesti del Risorto, con la candida veste svolazzante, regge vittorioso la Croce simbolo di Redenzione. Entrambi sollevano sul capo di Maria la corona con cui la investiranno di dignità regale. Lo Spirito Santo, sotto le sembianze di una nivea colomba aleggia su Maria. Le teste di tre putti alati arricchiscono lo spazio sopra la Triade.

#### San Leone che sconfigge Eliodoro

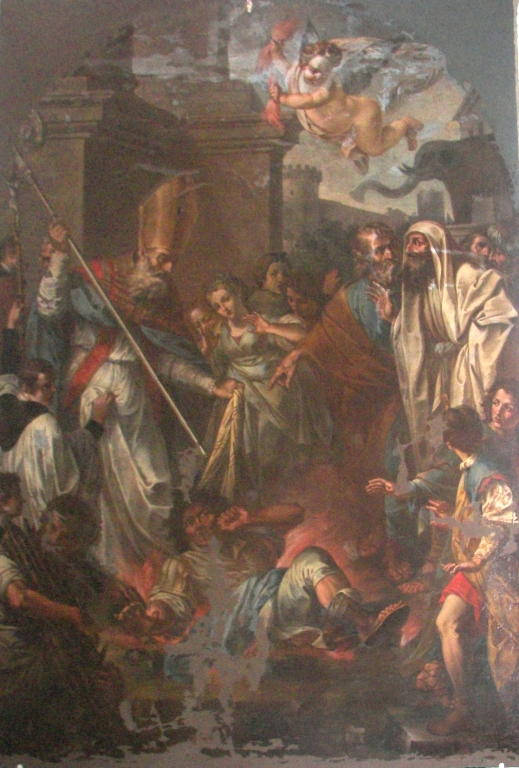
La tela di San Leone

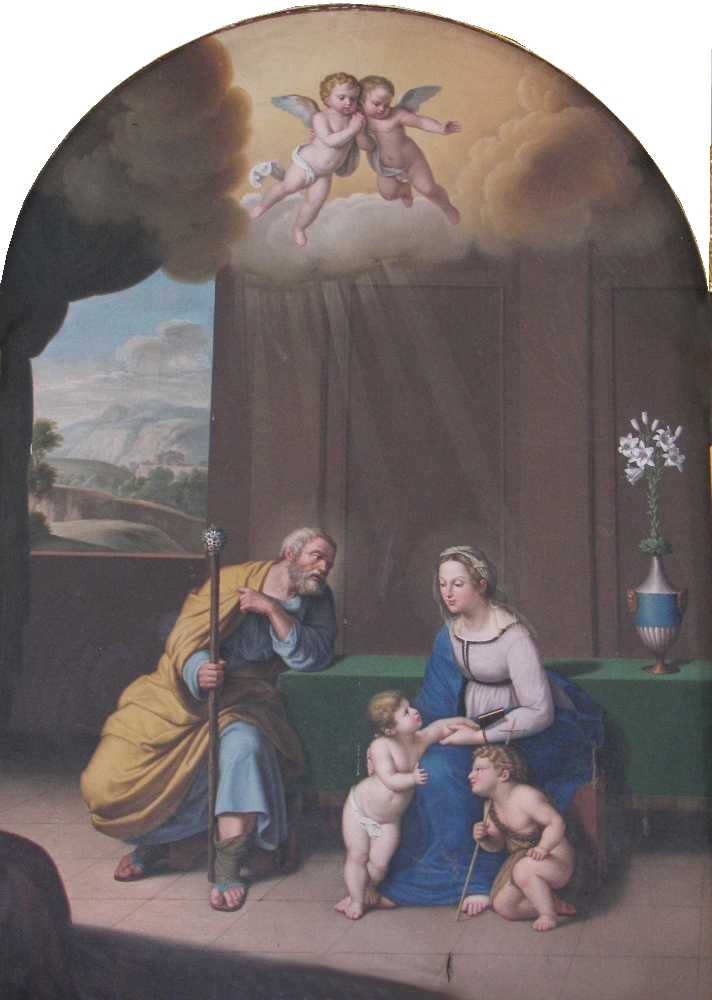
La Sacra Famiglia

La grande tela, firmata e datata Mathaeus Desideratus Pingebat 178.. fu commissionata dai PP. Benedettini del Monastero di San Nicolò l'Arena di Catania per la loro chiesa, al pittore Matteo Desiderato (1750-1827), operante nella seconda metà del secolo XVIII. Non si conoscono le ragioni per la quale l'opera fu rifiutata dall'ordine, ma essa venne trasferita presso la chiesa della Casa Madre di Santa Maria di Licodia, dove già esisteva il culto per il Vescovo catanese. Nella tela è raffigurato l'eroico evento della sconfitta del mago Eliodoro. Secondo la leggenda al tempo del vescovado di Leone esisteva a Catania un mago pagano, negromante, di nome Eliodoro i cui poteri straordinari gli consentivano addirittura di spostarsi volando da Costantinopoli a Catania a dorso di un elefante, lo stesso che la tradizione popolare addita come l'elefante di Piazza Duomo il simbolico “Liotru”, storpiatura del nome Eliodoro.

#### La Sacra Famiglia
La grande tela centellinate pregevole opera d'arte commissionata al pittore catanese Giuseppe Rapisardi (1799-1853), per abbellire uno degli altari della nuova chiesa parrocchiale. L'opera firmata è datata 1841. Quando nel 1911, la chiesa del Santissimo Crocifisso fu unita alla ex chiesa monastica, la tela fu collocata sopra l'altare maggiore, adornata da cornici intagliate del settecento, per conferirle più dignità e valore. Il suo stato di conservazione è ottimale e non ha mai subito particolari manomissioni o restauri. Durante il secondo conflitto mondiale la scheggia di un ordigno esploso sulla piazza, provocò un taglio sotto il piede della Madonna. In ricordo dell'evento e a memoria della particolare protezione impetrata sul paese, quel segno è stato lasciato. L'opera, dalla sua centrale collocazione absidale, sembra dominare e insieme protegge l'intera navata principale del tempio. La Sacra Famiglia infatti “accoglie” i fedeli che si recano in chiesa a lodare Dio.

#### La Madonna della Cintura

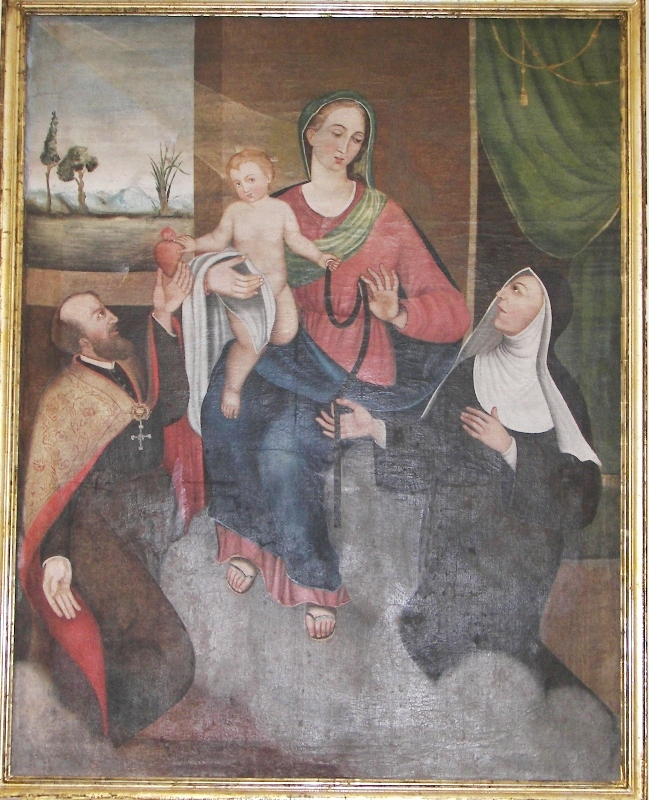
La Madonna della Cintura

La tela, collocata in una parete della navata sinistra, è un'opera del secolo XVIII, di scuola siciliana probabile copia di un'opera di fattura più antica, forse un rifacimento di un'opera del Quattrocento. La Madonna della cintura viene invocata e venerata dagli agostiniani, in ricordo dell'apparizione della Vergine a Sant'Agostino. La domanda sorge quindi spontanea, come un'immagine venerata dagli agostiniani si trova in una chiesa benedettina? È probabile che con questa immagine si volle rendere omaggio a padre Eutichio di Santa Flavia, generale dell'Ordine degli Agostiniani riformati di Catania, che dimostrò al vescovo Galletti con voto del 25 gennaio 1754, il suo favore al riconoscimento della parrocchia di Licodia durante i dissensi con la collegiata di Paternò.
Soggetto principale, la Madonna assisa su un trono di nubi, regge il Bambino Gesù e dona con la mano destra la cintura a Santa Monica inginocchiata ai suoi piedi. La fisionomia rimarcata di Santa Monica fa supporre che si tratti del ritratto della committente dell'opera. Sant'Agostino è inginocchiato dal lato opposto adornato da un ricco piviale e riceve il cuore in fiamme, suo attributo iconografico, dalle mani del Bambino. Sullo sfondo si nota una particolare vegetazione mediterranea insieme all'Etna fumante.
È da ricordare la particolare devozione che anticamente i fedeli tributavano alla Madonna della Cintura, sotto il titolo della Consolazione, basti pensare che nel 1868 il parroco Maggiore chiedeva la vescovo il permesso di istituire una congregazione femminile, allo scopo di incrementare la devozione.

### I simulacri

#### La Madonna di Licodia

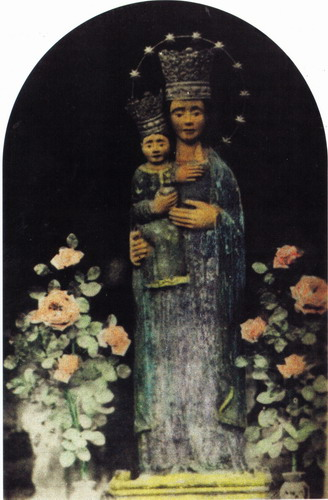
L'antico simulacro della Madonna di Licodia

Il simulacro di Santa Maria di Licodia o del Robore Grosso, elemento storico e culturale d'intenso valore per la comunità licodiese alla quale fu sottratto nel 1974, è un prezioso manufatto ligneo risalente al secolo XIII di scuola siciliana fortemente ispirato dai connotati d'arte bizantina. Su di esso non mancarono di fiorire leggende di stampo bucolico che ne accrebbero il valore storico e devozionale. Secondo quanto riporta Vito Amico nella sua opera Siciliae Sacrae nell'anno 1447 (1470 secondo il testo di G. Recupero) il simulacro giunse dal cenobio di Santa Maria del Robore Grosso di Adrano alla chiesa abbaziale di Licodia dove era già forte e consolidato il culto mariano. Questa statua, che assumerà pertanto anche il titolo di Madonna di Licodia, diventa perciò il riferimento della spiritualità mariana nella fascia simetino-etnea per il popolo, i nobili e gli abati, loro tutela. Dispensatrice di grazie si ricorda in particolare quella concessa all'abate Stefano Lazari (1680), salvato da un fulmine che lo colpì mentre si trovava inginocchiato all'altare della Madonna nella chiesa del Monastero. Ciononostante il culto verso questa immagine venne meno a iniziare dai primi decenni del secolo XX con sporadiche azioni liturgiche incoraggiate dal Cardinale Giuseppe Francica Nava che il 24 Marzo 1924 concedeva l'indulgenza di 200 giorni nel giorno della solennità liturgica il 5 Aprile. Dal dopo guerra il culto scompare del tutto e l'immagine, considerata anticaglia di scarso valore, viene abbandonata sulla cantoria della chiesa, da dove scomparirà nel 1974. Licodia perderà uno dei manufatti storici più preziosi e un simbolo di un'antichissima devozione mariana. Nell'anno 2020 la Parrocchia ripropose un nuovo simulacro che riprendesse in larga parte le fattezze dell'originale. Questa nuova statua, come l'antica da cui trae ispirazione è riconducibile all'iconografia della'Odigitria. I volti sono molto rassomiglianti a richiamare il legame carnale e spirituale tra il Figlio e la Madre. Nel Bambino è raffigurata la SS. Trinità: il Padre (la grande mano sinistra), il Figlio (il Bambino) e lo Spirito (la Colomba). L'unione tra Cristo e lo Spirito è raffigurata dal tenero gesto della Colomba che morde il dito del Bambino. Importante è la gestualità delle due figure: la mano di Maria che indica il Figlio e quella di Cristo a essa parallela, insieme creano un vortice ideale sul petto di Maria, creatura e sposa. La mano del Creatore rigenera l'umanità; Maria creatura e sposa, ritorna sempre al Creatore in Cristo mediante lo Spirito Santo.

#### Il Crocifisso

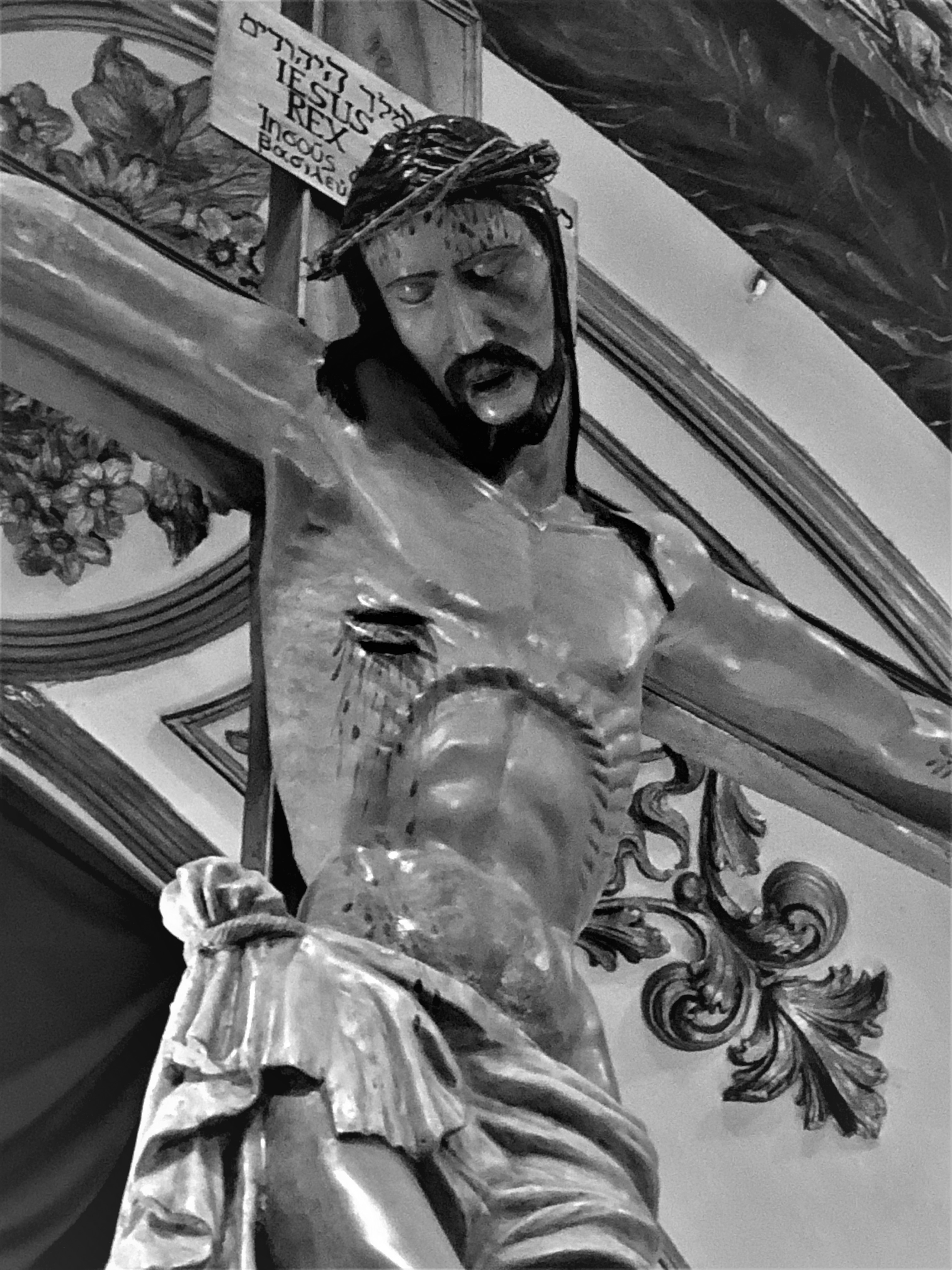
Particolare del Crocifisso

Il Crocifisso, venerato titolare della Parrocchia, è un'opera lignea di pregevole fattura riconducibile alla produzione di Crocifissi della scuola messinese. Con l'avvento degli ordini mendicanti, instauratasi una spiritualità che pone la propria attenzione alla sofferenza umana di Cristo, le immagini del Christus triumphans si evolvono a favore del Christus patiens. Tra la fine del XII e l'inizio del XIII secolo le raffigurazioni del Crocifisso si affermano secondo la tipologia che lo vede raffigurato con la testa reclinata nella morte, gli occhi chiusi, il corpo abbandonato in uno schema che pur seguendo la tradizione bizantina non esclude una tendenza “neoellenistica” nella quale si accentua il senso doloroso dell'evento. Cristo non è distaccato dal mondo ma ne condivide in pieno il dramma, e il fedele era reso più partecipe delle sue sofferenze. Fu a partire dal secolo XV che s'incrementò in Sicilia l'uso di adornare le chiese con dei grandi crocifissi scolpiti a tutto tondo, utilizzati anche per le processioni. Il Crocifisso licodiese fu quindi realizzato per la chiesa di Santa Maria, però non se ne conosce la collocazione originaria, ma è certo che esso troneggiò sull'altare maggiore della chiesa parrocchiale, ed era già lì nel 1754, fino al 1924, quando fu collocato nell'attuale altare costruito nel 1933 che ha occluso l'abside della chiesa monastica. Con il mutare dei tempi e dei gusti anche questo Crocifisso fu modernizzato avvicinandolo allo stile barocco. Il corpo abbandonò la rigidità e fu reso più morbido mediante la stratificazione di stucchi, gli incarnati assunsero una cromia più vicina al reale, fu aperta una piaga al centro del petto, tipica nei Crocifissi della Controriforma, il perizoma divenne più molle con l'aggiunta di un secondo nodo sulla sinistra. Il restauro del 1997 ha restituito alla comunità un'opera le cui parti originali, busto e arti superiori, sono sicuramente retrodatabili al secolo XV, e benché la resa pittorica sia discutibile questo simulacro può essere comparato facilmente con il grande Crocifisso del Museo Regionale di Messina, con il quale condivide alcuni aspetti: stessa posizione, medesima espressività, uguale modellato che denota un influsso tardo gotico con reminiscenze bizantine, al quale non è estranea una certa influenza fiamminga. Il Cristo morto ha il capo reclinato sul fianco destro, il volto affusolato, gli occhi serrati e la bocca semiaperta nella quale si intravedono i denti. I capelli scuri, incisi a larghe righe, portati dietro la nuca ricadono con due ciocche regolari sulle spalle. Il torace si restringe sulla vita sottile a sottolineare lo spasimo. Il busto è ben definito anatomicamente con il ventre rigonfio, simbolo dei peccati dell'umanità incorporati da Cristo, incorniciato dall'ovale del costato. Il perizoma pieghettato e chiuso in un articolato nodo sul fianco sinistro dimostra un'elegante fissità e staticità lontana dalla flessibilità di un tessuto. Un particolare di questo Crocifisso è la doppia apertura del costato dovuta con molta probabilità ai rifacimenti settecenteschi.

#### Santa Gertrude

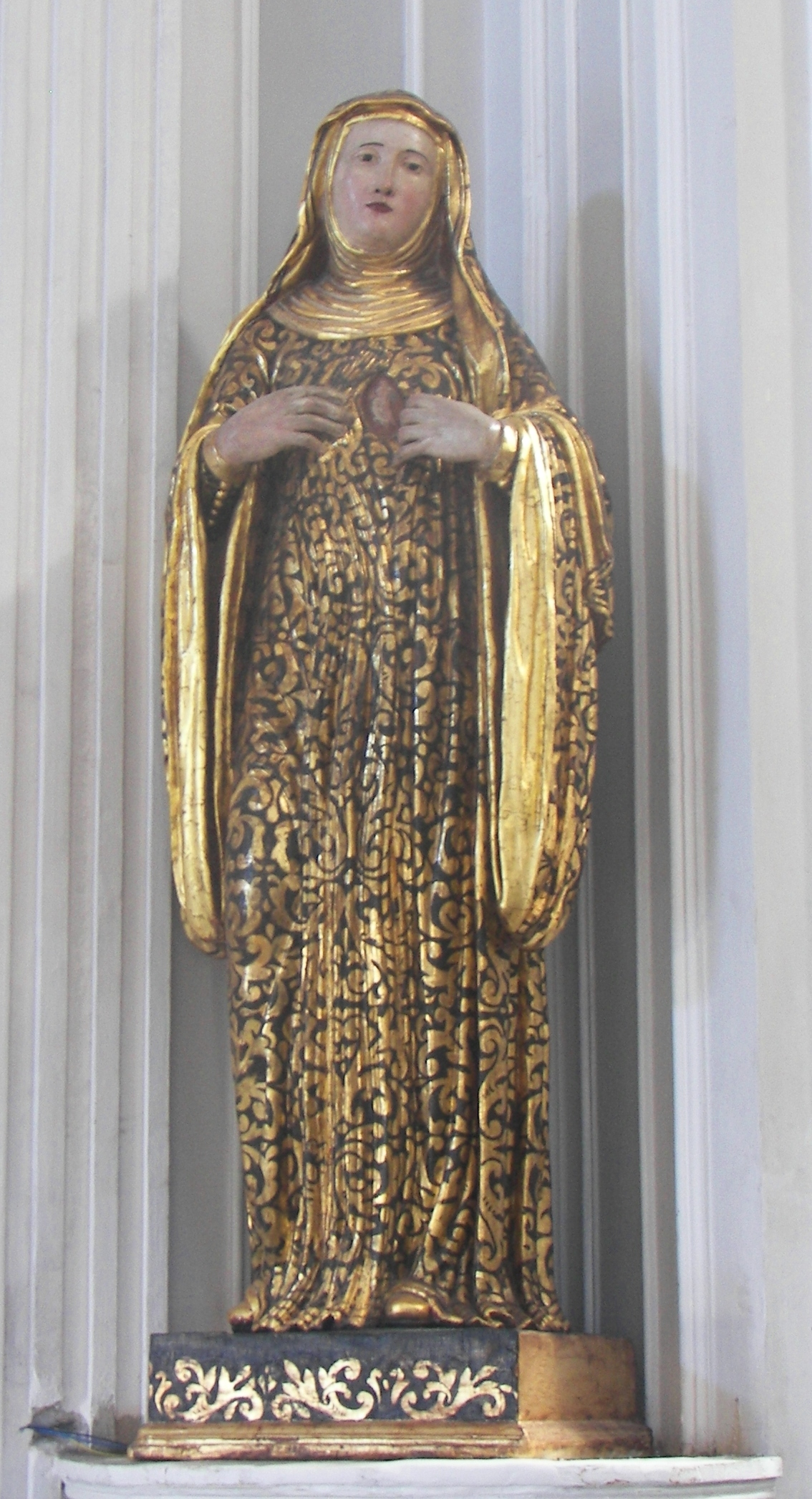
Simulacro ligneo di Santa Gertrude

Pregevole opera lignea cinquecentesca. Santa Gertrude di Helfta (1256-1301) è l'unica donna tedesca a essere onorata con l'appellativo di Grande, donna di grande spessore culturale ed elevatissimo misticismo espresso nell'opera Revelationes, che connota Gertrude come la teologa ante litteram del Sacro Cuore. Benché considerata santa già in vita la sua figura fu rievocata nel 1536 con la pubblicazione in latino delle sue opere e Paolo III ne permise la commemorazione in molti monasteri. L'esecuzione del bel simulacro ligneo della chiesa monastica è quindi collocabile nel XVI secolo, parimenti al simulacro di Santa Chiara della chiesa madre di Assoro con il quale è possibile un cospicuo parallelismo. La Santa è raffigurata con il volto dalla bella espressione soave e meditativa. Le mani allargano un'apertura della veste all'altezza del petto, che lascia vedere il Bambino Gesù Redentore con il globo terraqueo, attributo iconografico della Santa, secondo ciò che ella stessa riferisce a proposito dell'apparizione di un giovinetto intessuto di luce che aveva rapito il suo cuore. Indossa la cocolla benedettina dalle ampie maniche, che scende a fitte pieghe parallele fino ai piedi lasciando intuire un leggero movimento della gamba destra flessa. Il simulacro è caratterizzato dalla decorazione in foglia d'oro a estofado (applicata solo frontalmente il che fa supporre la posizione stabile della statua in una nicchia) realizzata nel Seicento, forse in concomitanza con il riconoscimento canonico del culto alla Santa per opera di papa Innocenzo X che nel 1677 la inserì nel Martirologio Romano.

#### San Giuseppe

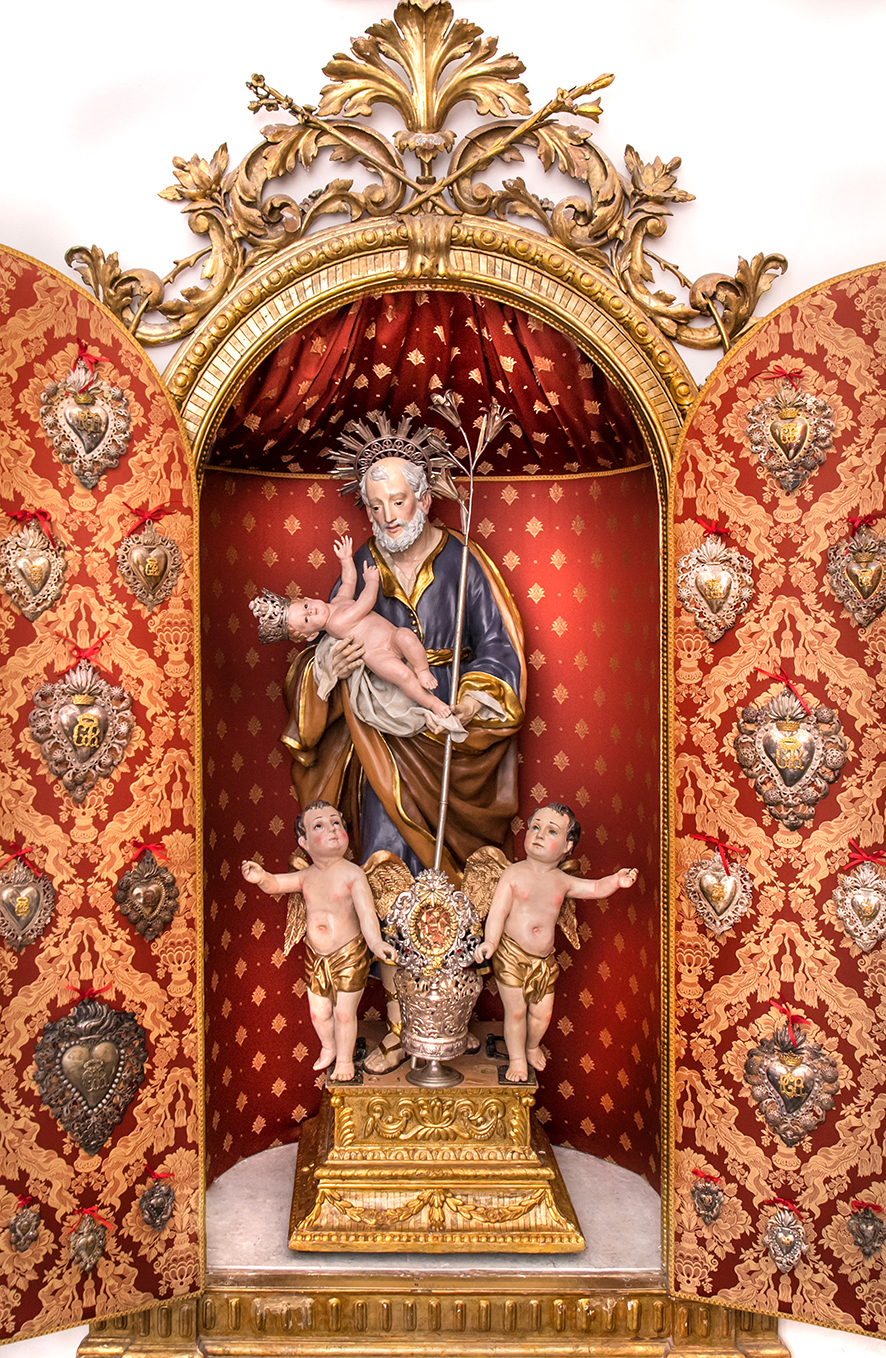
Il simulacro di San Giuseppe, Patrono di Santa Maria di Licodia, all'interno della "Cameretta"

Il simulacro di San Giuseppe, Santo Patrono di Licodia, è sicuramente l'immagine più cara ai fedeli. Per l'opera, come la maggior parte di quelle presenti nella chiesa, nulla si conosce riguardo all'autore o all'anno di realizzazione, l'analisi stilistica la colloca però nel secolo XVII. La statua infatti presenta diverse affinità con la produzione del secolo, con rimandi alle opere pittoriche del medesimo soggetto come i dipinti di Guido Reni, oltre a vari richiami al modellato tardo cinquecentesco siciliano. I volti hanno una buona resa anatomica ma permane una certa idealizzazione, il Bambino è barocco nella posa ma il corpo non ha quella consistenza florida che invece si riscontra appieno nelle statue settecentesche. I panneggi sono morbidi ma a pieghe regolari, il movimento equilibrato. Altre caratteristiche che lo possono collocare nella produzione seicentesca sono la cinta a vita alta e i piedi che da soli sorreggono la massa corporea. Inusuale anche l'impostazione iconografica ben diversa dalle tante opere eponime che seguono lo stesso cliché: il Patriarca in piedi con il bastone che accompagna per mano Gesù fanciullo. A motivo dello specifico impiego del simulacro non sono mancate negli anni parecchie manomissioni o ammodernamenti, come la sostituzione degli occhi dipinti con lenti in vetro e l'aggiunta della polimorfa base settecentesca, finemente intagliata, per adattare la statua al fercolo processionale. In tempi più recenti l'aggiunta di due angeli alla base realizzati in cartapesta modellata. Nel rispetto dell'iconografia post tridentina, che riprende gli stilemi apocrifi, il Santo è raffigurato in età avanzata con il volto raggiante, un'espressione serena e un accenno melanconico di sorriso. L'ampia fronte stempiata è recinta da morbidi capelli canuti. Le nodose mani si protendono verso il fedele nell'atto di donare il Bambino disteso su un panno bianco, preludio al sudario. Il corpo di Gesù è completamente nudo a simboleggiare la comprensibilità del mistero di Dio attraverso l'incarnazione. Ha il volto sorridente, contornato da ondulati capelli, e volge lo sguardo verso il fedele, ruotando il suo corpicino tra le braccia del padre che indica come modello da imitare. L'ampio manto avvolge morbidamente il corpo, formando delicate volute e molteplici pieghe, lasciando scorgere altresì la veste legata alla vite con una fascia dorata, e aperta all'altezza del collo per distinguere il sottostante camice bianco. La corta veste lascia scoperte le gambe e i piedi dentro sandali a legacci intrecciati. Il simulacro è visibile ai fedeli solamente durante le festività patronali, il 18 e 19 marzo e l'ultima domenica di Agosto. È corredato da ornamenti in argento quali due corone finemente cesellate del secolo XVI, da una raggiera posta sul capo del santo, opera di cesello catanese del 1810, e dal bastone e dai gigli realizzati nel 1975, al posto dei precedenti settecenteschi, sottratti insieme agli antichi ex voto nel 1974. Durante i solenni festeggiamenti che si tengono in agosto, è uso rivestire il simulacro di tanti preziosi monili donati dal popolo devoto. In tale occasione il simulacro del Patrono viene condotto in processione per le vie del paese su un prezioso fercolo ligneo magistrale opera del Settecento.

#### San Benedetto

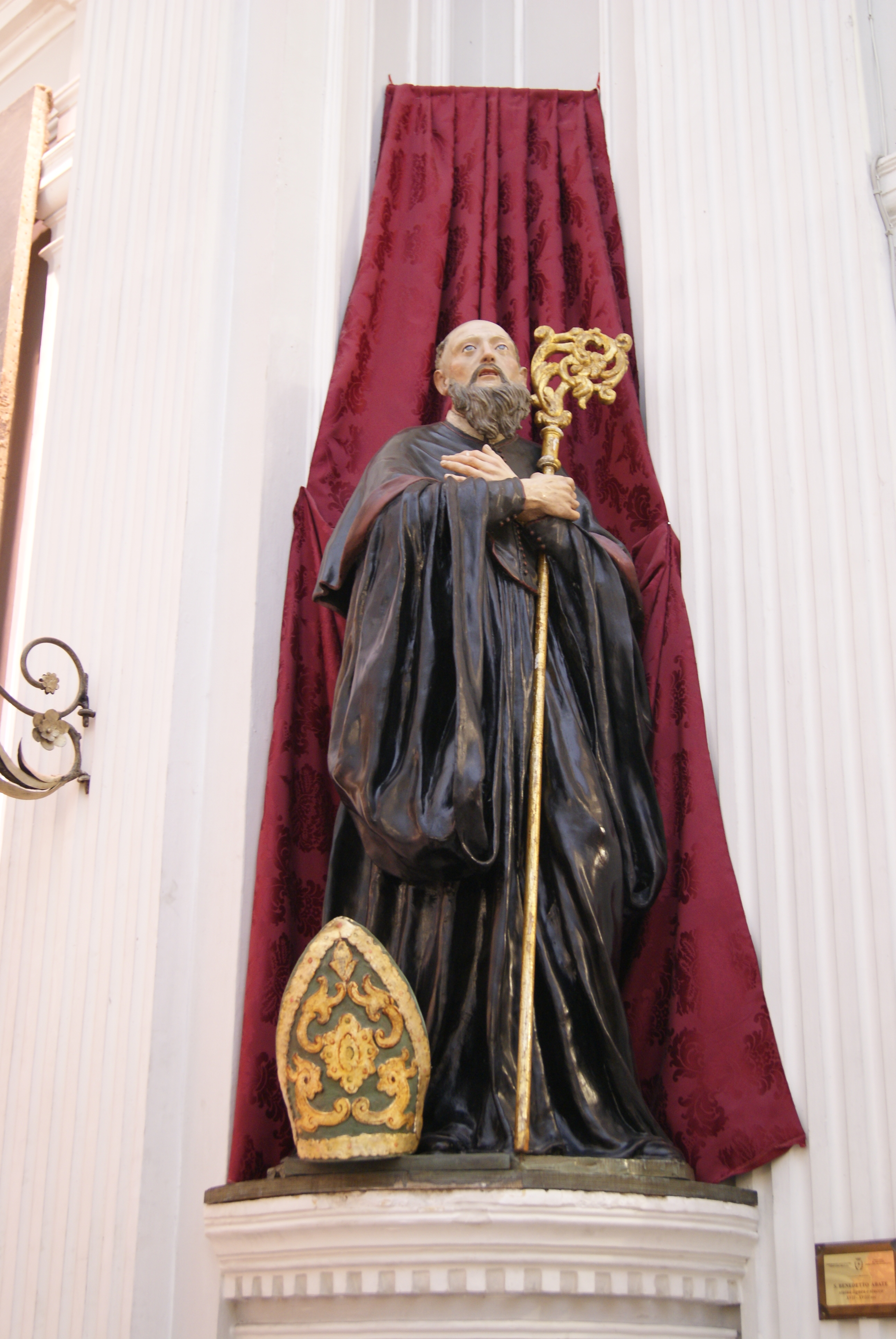
Simulacro di San Benedetto

Il simulacro di San Benedetto fa parte di quella produzione siciliana fortemente influenzata dal linguaggio partenopeo sintomo della presenza di opere e artisti che dalla capitale giungevano in Sicilia attirati dalle committenze assegnate dagli ordini religiosi. Realizzata in legno e cartapesta, di squisita fattura, appartiene a quello stile tardo settecentesco con ricerche espressive assimilabili alle opere dello scultore Filippo Quattrocchi. Il volto espressivo del Santo, egregiamente realistico, è catturato in un momento estatico, con gli occhi rivolti al Cielo e le labbra dischiuse, come nella migliore tradizione statuaria d'influsso partenopeo. La barba scende fluente sul collo divisa in due ciocche regolari quasi mossa da un invisibile vento. Le mani nocchiute si incrociano al petto. Tra le braccia il pastorale con l'elaborato riccio, squisitamente settecentesco. L'ampia cocolla dei benedettini, abito corale, avvolge tutto il corpo in un intrigato gioco di pieghe, di vuoti e di pieni. Ai piedi del Santo è adagiata la mitria abbaziale, delicato lavoro d'intaglio. Un'antica leggenda popolare è legata al simulacro; si dice infatti che esso non possa essere condotto in processione, poiché provocherebbe una forte temporale. La leggenda è stata accreditata dall'assoluta assenza di processioni in onore di San Benedetto nella recente storia licodiese, causando anche una scarsa devozione nei fedeli. La leggenda trae origine probabilmente dall'epoca della confisca dei beni dei Benedettini e del successivo allontanamento dal paese. Sfatando questa banale diceria il santo viene solennemente celebrato l'11 luglio, giorno della festa.

#### San Luigi Gonzaga

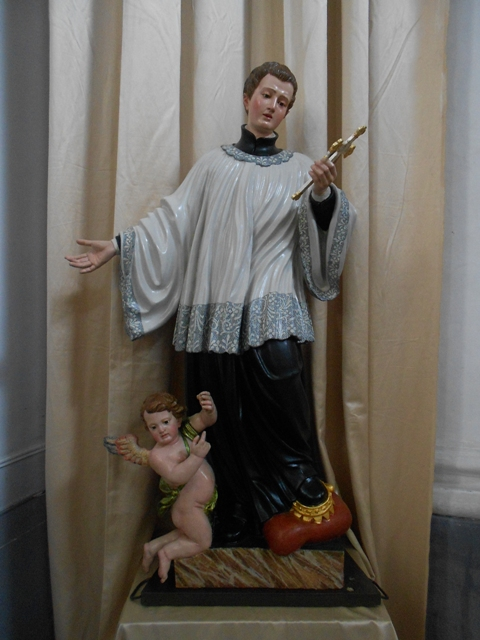
Simulacro ligneo di San Luigi, opera di Filippo Quattrocchi

Alla sapiente maestria di Filippo Quattrocchi è attribuita l'esecuzione del simulacro di San Luigi Gonzaga. Sono rare le opere dello scultore gangitano nell'area catanese e la presenza di questa nel contesto licodiese rimanda ai rilevanti contatti della casa monastica catanese con l'area panormita. È altrettanto importante sottolineare come il culto al gesuita Luigi Gonzaga, canonizzato nel 1725, fosse stato accolto favorevolmente dall'Ordine Benedettino tanto da dedicarsi a Palermo una chiesa, grancia dell'Abbazia di San Martino delle Scale, ai Santi Benedetto e Luigi. Lo scultore Quattrocchi iniziò la sua fiorente produzione nel 1761 e installò una fiorente bottega a Palermo, dove collaborò con diversi artisti, tra i quali Vito D'Anna, ed ebbe modo di conoscere le sapienti opere di Serpotta e del Marabitti, grazie alle quali perfezionò il suo stile ancora improntato secondo il “gusto moderno”, ossia il barocco. Lo stile della statua di San Luigi per la chiesa di Licodia corrisponde ai modelli sperimentati per il Santo Stefano del Duomo di Milazzo e per il San Gaetano della chiesa madre di Gangi, opere realizzate tra 1784 e il 1786, il che farebbe collocare questa scultura nello stesso periodo. Esiste anche un simulacro di piccole dimensioni quasi del tutto simile alla scultura della chiesa madre licodiese, dove è evidente la mano dell'artista. Lo schema compositivo obbedisce alla sinuosa impostazione barocca a “S”. Il Santo indossa la talare gesuitica che scende morbidamente sino ai piedi, con la cotta plissettata dal bel ricamo. Il giovane volto dall'intensa espressione, con la bocca socchiusa e la fronte leggermente aggrottata, si orienta verso il Crocifisso impugnato e sollevato nella mano sinistra, mentre la destra si allarga in atteggiamento estatico. Il piede destro, arretrato, oltre a conferire una delicata movenza al corpo, calpesta una corona riversa e l'elsa di un pugnale su un cuscino purpureo, simbolo della scelta attuata dal Santo di rinunciare ai privilegi del maggiorascato che gli spettavano in quanto erede del marchesato dei Gonzaga. Alla destra del Santo, inginocchiato ai suoi pedi un grazioso putto, elemento focale nella produzione quattrocchiana, che, volgendo lo sguardo direttamente ai fedeli, indica soavemente il santo mentre con la sinistra innalza un giglio, altro simbolo iconografico, richiamo alla virtù del candore virginale del Gonzaga.

#### Maria Immacolata

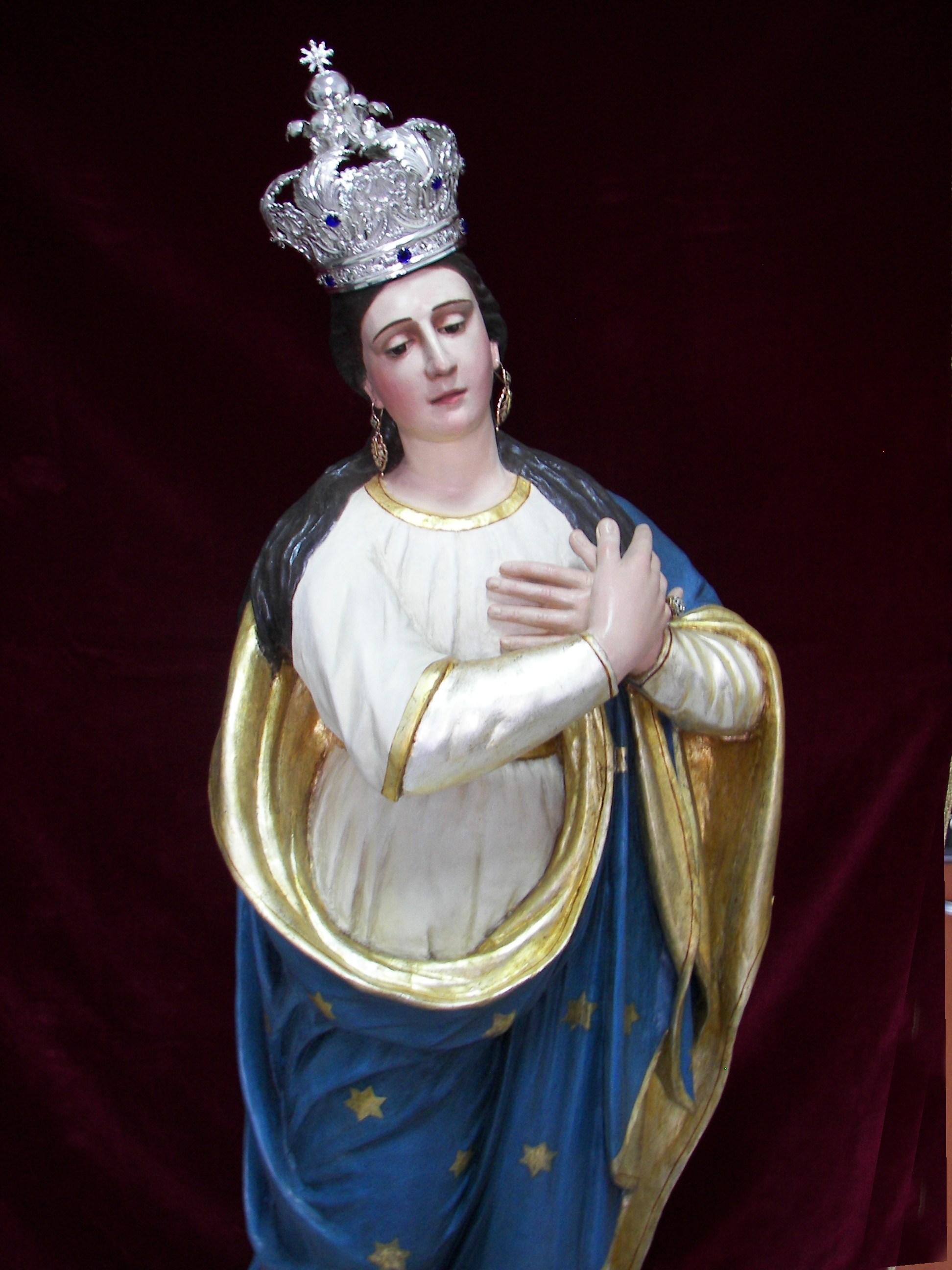
Il simulacro dell'Immacolata

Come per la tela anche quest'immagine mariana dimostra la speciale venerazione del popolo licodiese verso l'Immacolata Concezione negli anni della ricostituzione dello ius parrocchiale. Lo scultore Francesco Lo Turco, del quale non si conoscono notizie, realizzò questa statua nell'anno stesso dell'elevazione della chiesa del SS. Crocifisso a parrocchia. La storia di questo simulacro fu però molto travagliata. Esso subì vari e grossolani restauri e rifacimenti che lo sfigurarono nella sua forma originaria rendendolo poco gradevole rispetto al gusto estetico di fine Ottocento, tanto che nel 1925 fu sostituita con una nuova immagine di scuola leccese, nonostante il divieto del Cardinale Nava. La statua venne quindi trasferita presso la chiesa di Contrada Cavaliere, dove rimase abbandonata. Nel 2004, in occasione del centocinquantesimo della proclamazione del Dogma dell'Immacolata Concezione, dopo un primo intervento di restauro è ritornata in chiesa madre. L'iconografia tipica dell'Immacolata Concezione, prende spunto dalla visione di San Giovanni Apostolo descritta nell'Apocalisse, la Donna vestita di sole, con la luna sotto i piedi e le dodici stelle che le incoronano il capo (Ap. 12, 1-2). Il simulacro, d'impostazione più aderente al classicismo, non rimarca i connotati aulici dei medesimi soggetti dell'epoca, ne l'eleganza delle statue barocche dell'area catanese coeve, bensì presenta una figura muliebre di intensa espressività popolare. Nel rispetto dell'iconografia, la Madonna è rappresentata in piedi, con la lunga veste bianca avvolta dal manto blu. Il volto leggermente inclinato e incorniciato da una folta chioma corvina, rimarca i connotati estetici tipici delle donne siciliane. La carnagione chiara e le guance vermiglie, le labbra dischiuse quasi al dialogo con il fedele e gli occhi scuri teneramente volti verso l'osservatore, infondono grande espressività e dolcezza alla figura. Il busto della Vergine, in leggera torsione, permette alle braccia di accostarsi al petto dove si incrociano mani dalla forma robusta. Il manto blu si avviluppa ampiamente alla veste, ricadendo morbidamente sui piedi, avvolgendo la figura ma lasciando scoperto il ventre, dove il Verbo di Dio si è fatto carne. Il copioso manto ceruleo richiama all'abbondanza di Grazia con cui Maria è stata rivestita, il Cielo che si rigenera in lei. Lo stesso manto, trapuntato di stelle, si allarga e si espande come a protezione e mediazione per l'intera umanità. I piedi della Vergine, poggianti su una nuvola aurea, calpestano la falce lunare e il serpente genesiaco che stringe tra i denti la mela, simbolico frutto del peccato originale.

### Altre opere
Tre dipinti di piccole dimensioni posso catalogarsi tra le opere sei-settecentesche di scuola siciliana di influenza caravaggesca.
- La Vergine Annunziata. La piccola tela, di scuola siciliana con chiaro riferimento all'arte caravaggesca, risale al secolo XVII. In essa è raffigurata la Vergine Maria, avvolta da un ampio manto blu intenso, in atteggiamento contemplativo, con il volto reclinato verso il libro delle Sacre Scritture, la testa avvolta in un velo trasparente e le mani accostare al petto. La calda luce, cadendo dall'angolo destro della tela, produce un forte senso chiaroscurale che esalta i volumi. La presenza della colomba dello Spirito Santo, ha fatto interpretare il soggetto come Vergine Annunziata, benché manchi la consueta figura angelica.
- Gesù Bambino deposto nella mangiatoia (sec. XVII), forse ritaglio di un'opera di dimensioni maggiori.
- L'Addoloratina, di forte espressività. posta ai piedi del Crocifisso.

Di chiara matrice siciliana, con influenze di scuola acese due tele, una Madonna con Bambino e un Crocifisso con le anime del purgatorio
Tra il patrimonio della chiesa, vanno annoverati la serie di Vasi Sacri, Ostensori e Turiboli argentei, che si collocano tra il secolo XVI e il XIX, e i paramenti sacri e liturgici, particolarmente lavorati, dei secolo XVIII e XIX.

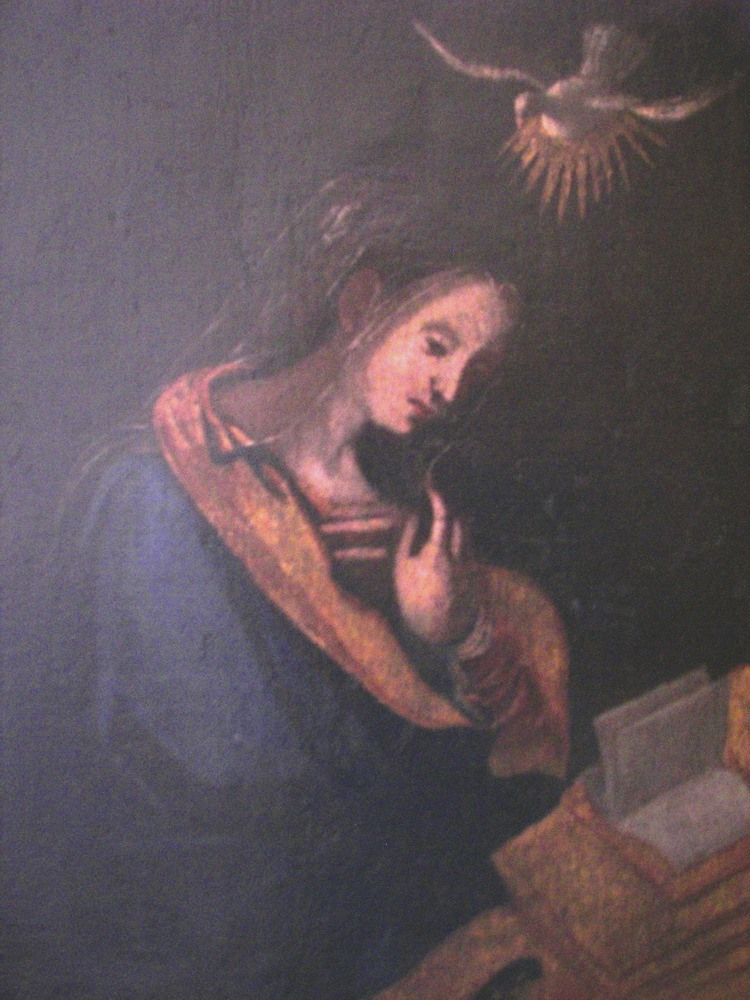
Vergine Annunziata
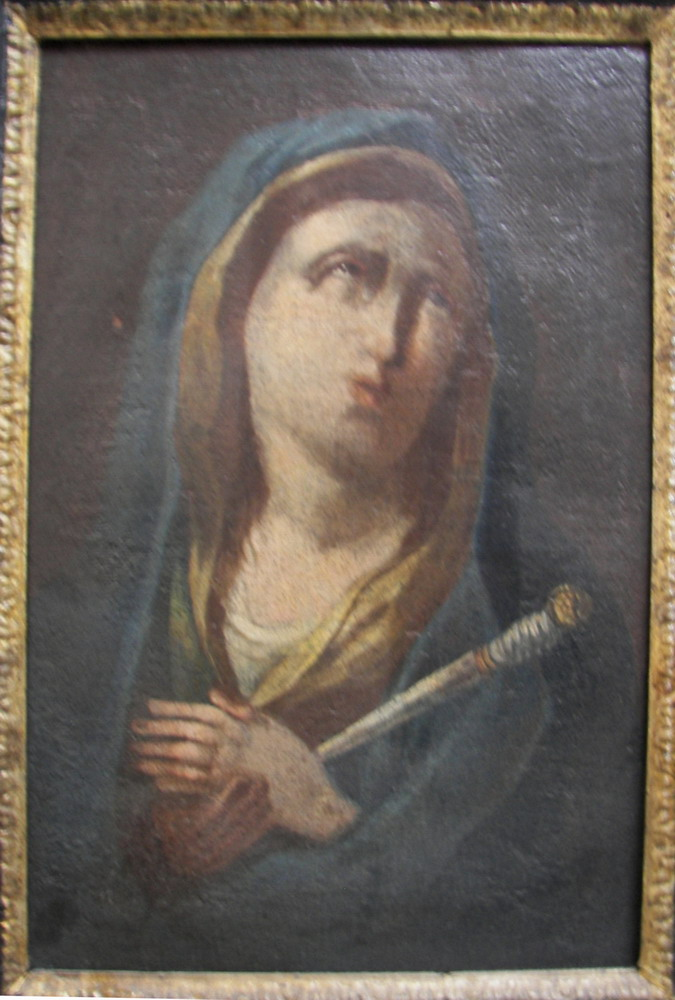
Madonna Addolorata
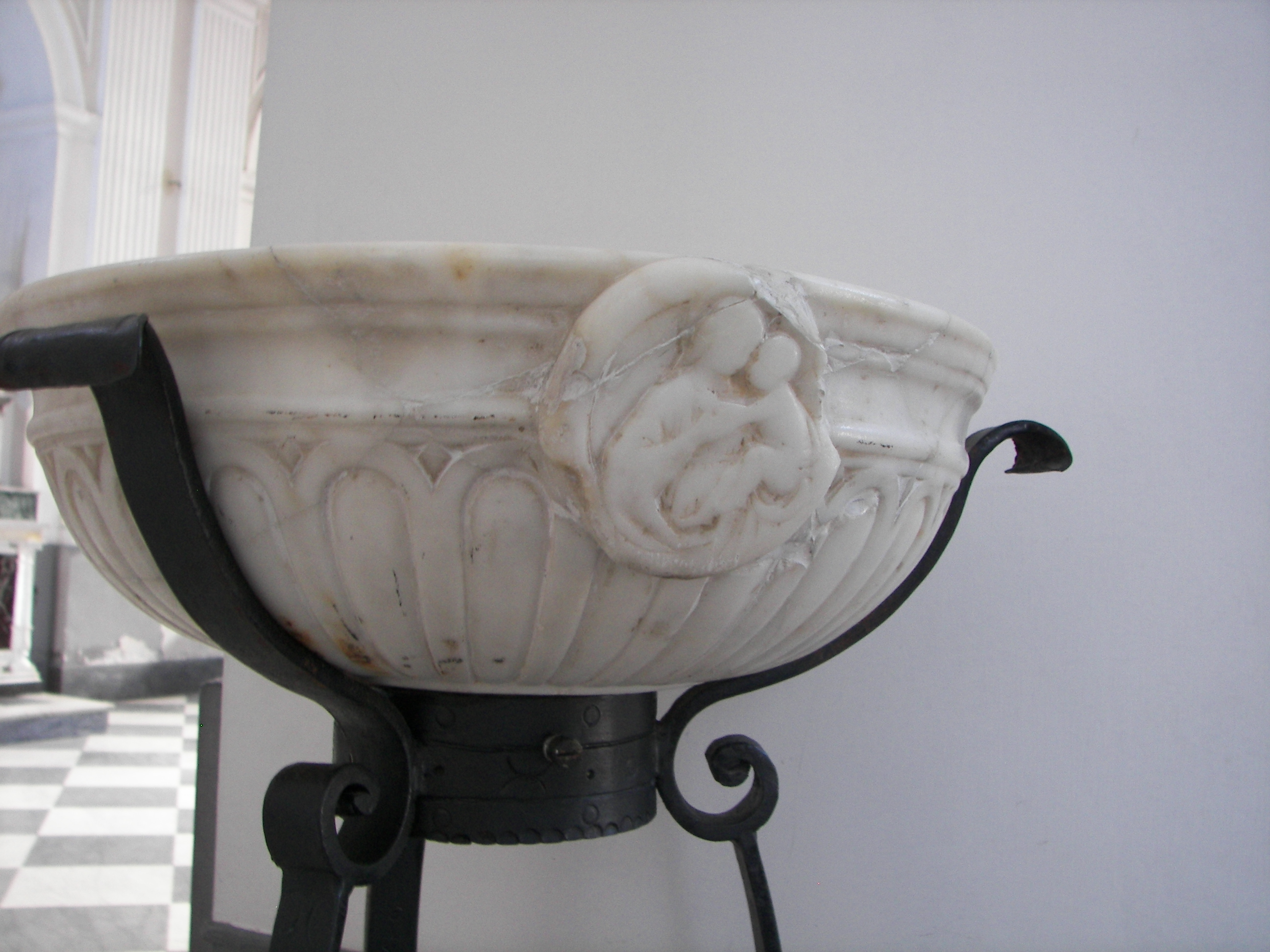
Acquasantiera marmorea rinascimentale
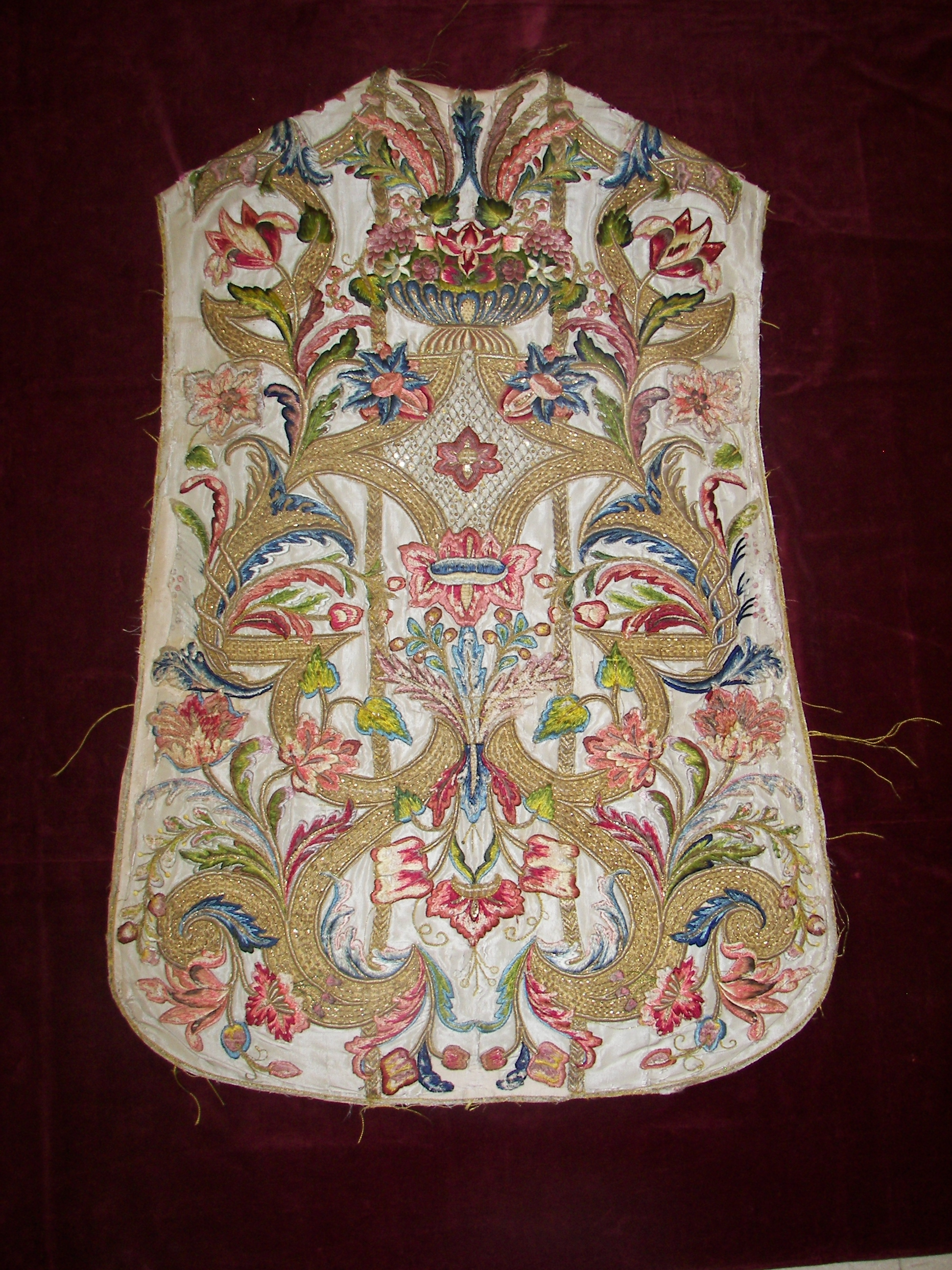
Pianeta con ricami in oro e seta del settecento

## Chiese filiali
- Chiesa di Piano Ammalati. Identificata come il primo edificio di culto del territorio licodiese, ha origini medioevali.
- Chiesa delle Anime del Purgatorio. Eretta per devozione a metà ottocento, sul luogo di una prodigiosa apparizione.
- Chiesa dell'Immacolata. Costruita nel 1933 in contrada Cavaliere, fu riedificata nel 1985.

## Confraternite
- Arciconfraternita del Santissimo Sacramento, fondata nel 1740
- Confraternita di San Giuseppe, del 1862
- Confraternita di San Luigi, del 1902